# Crimele de război ale Wehrmachtului
În timpul celui de-al Doilea Război Mondial, Wehrmachtul german (forțele armate combinate — Heer, Kriegsmarine și Luftwaffe) a comis crime de război sistematice, inclusiv masacre, violuri în masă, jafuri, exploatare prin muncă forțată,  asasinarea a trei milioane de prizonieri de război sovietici și a participat la exterminarea evreilor. Deși forțele SS ale  Partidului Muncitoresc Național-Socialist German (în special SS-Totenkopfverbände⁠(d), Einsatzgruppen și Waffen-SS) au fost organizația cu cea mai mare responsabilitate pentru Holocaust, forțele armate regulate ale Wehrmachtului au comis și ele multe crime de război (sau au ajutat SS-ul la comiterea lor), în special pe Frontul de Răsărit.
Estimările privind ponderea soldaților Wehrmachtului care au comis crime de război variază foarte mult, de la o singură cifră la marea majoritate. Istoricii Alex J. Kay⁠(d) și David Stahel⁠(d) susțin că, incluzând crime precum violul, munca forțată, distrugerea nenecesară și jefuirea, pe lângă crimă, „ar fi rezonabil să se concluzioneze că marea majoritate din cele zece milioane de soldați ai Wehrmachtului desfășurați la un moment dat în războiul germano-sovietic a fost implicată sau se face vinovată de complicitate la un comportament criminal”. Wehrmachtul german este considerat ca fiind „un factor crucial în cea mai oribilă crimă comisă de o națiune în istoria modernă” în ceea ce privește genocidurile comise de regim.

## Crearea Wehrmachtului
Când Partidul nazist a venit la putere, acest lucru a fost salutat de aproape întregul corp de ofițeri al Reichswehrului din cauza susținerii de către naziști a Wiederwehrhaftmachung – remilitarizarea Germaniei și militarizarea totală a societății germane pentru a se asigura că Germania nu va pierde următorul război. Ca atare, atât naziștii, cât și armata germană doreau să vadă o comunitate națională (Volksgemeinschaft⁠(d)) complet militarizată, care să fie curățată de dușmanii interni precum evreii, despre care mulți credeau că au „înjunghiat Germania pe la spate” în 1918. Wehrmachtul a fost creat de Adolf Hitler în 1935, odată cu adoptarea unei legi care introducea serviciul militar obligatoriu. Era format atât din voluntari, cât și din recruți.

Prin urmare, mulți ofițeri au îmbrățișat de bună voie ideologia național-socialistă în anii 1930. Acționând din proprie inițiativă, ministrul apărării Werner von Blomberg⁠(d) a epurat toți evreii din armată în februarie 1934. La 8 decembrie 1938, conducerea armatei a instruit toți ofițerii să cunoască temeinic național-socialismul și să aplice valorile acestuia în toate situațiile. Începând din februarie 1939, au fost publicate broșuri care au devenit lectură obligatorie în armată. Conținutul broșurilor poate fi evaluat după titlurile lor: „Ofițerul și politica”, „Misiunea istorică mondială a lui Hitler”, „Armata în al Treilea Reich”, „Bătălia pentru spațiul vital german”, „Jos mâinile de pe Danzig!” și „Soluția finală a problemei evreiești în al Treilea Reich”. Ultimul material proclama:
Bătălia defensivă împotriva evreimii va continua, chiar dacă ultimul evreu a părăsit Germania. Rămân două sarcini mari și importante: 
1) eradicarea oricărei influențe evreiești, mai ales în economie și în cultură; 

2) lupta împotriva evreimii mondiale, care încearcă să incite toți oamenii din lume împotriva Germaniei.
 Atitudini ca acestea au marcat toate instrucțiunile care au ajuns la trupele Wehrmachtului în vara anului 1939, ca o modalitate de pregătire pentru atacul asupra Poloniei.

## Ordinele criminale
În timpul planificării invaziei Uniunii Sovietice, conducerea Wehrmachtului a elaborat o serie de ordine care încălcau dreptul internațional și codurile de conduită stabilite, și au devenit cunoscute sub denumirea colectivă de „Ordinele criminale”. Ele erau în esență o declarație de război împotriva populației civile.
În noiembrie 1935, laboratorul de război psihologic al Ministerul Apărării al Reichului a prezentat un studiu privind cea mai bună modalitate de a submina moralul Armatei Roșii în cazul izbucnirii unui război germano-sovietic. Colaborând îndeaproape cu Partidul Fascist Rus, format din ruși emigrați, și având sediul în Harbin, unitatea germană de război psihologic a creat o serie de broșuri scrise în limba rusă care urmau să fie distribuite în Uniunea Sovietică. O mare parte dintre acestea au fost concepute pentru a se folosi de antisemitismul rusesc, o broșură numindu-i pe „domnii comisari și funcționari de partid” un grup de „evrei în cea mai mare parte jegoși”. Broșura se încheia cu un apel către „frații soldați” din Armata Roșie să se revolte și să-i ucidă pe toți „comisarii evrei”.
Acest material nu a fost utilizat chiar la acea dată, dar mai târziu, în 1941, documentele pe care laboratorul de război psihologic le dezvoltase în 1935 au fost actualizate și au servit drept bază nu numai pentru propaganda din Uniunea Sovietică, ci și pentru propaganda din cadrul armatei germane. Înainte de declansarea invaziei Uniunii Sovietice, trupele germane au fost expuse la o violentă îndoctrinare antisemită și antislavă prin intermediul filmelor, radioului, prelegerilor, cărților și pliantelor. Prelegerile erau ținute de „ofițeri național-socialiști de conducere”, care erau numiți în acest scop, și de ofițerii lor inferiori. Propaganda armatei germane portretiza inamicul sovietic în termenii cei mai dezumanizanți, descriind Armata Roșie drept o forță de suboameni slavi și „asiatici” sălbatici care se angajau în „metode de luptă barbare asiatice” comandate de comisari politici evrei malefici, cărora trupele germane nu trebuia să le acorde nicio milă.
Istoricul britanic Richard J. Evans⁠(d) a scris că ofițerii inferiori aveau tendința de a fi deosebit de zeloși în național-socialismul lor, o treime dintre ei fiind membri ai Partidului Nazist în 1941. Soldații Wehrmachtului s-au conformat ordinelor criminale ale lui Hitler pentru Barbarossa nu doar din supunere, ci mai degrabă pentru că împărtășeau convingerea Führerului conform căreia Uniunea Sovietică era condusă de evrei și că era necesar ca Germania să distrugă complet „iudeo-bolșevismul”.

### Ordinul Comisarilor
Directivele privind tratamentul comisarilor politici prezentau războiul împotriva Uniunii Sovietice drept unul al diferențelor ideologice și rasiale și prevedeau lichidarea imediată a comisarilor politici din Armata Roșie. Ordinul a fost formulat în 1941 cu participarea Înaltului Comandament al Armatei (OKH) și emis de Înaltul Comandament al Wehrmachtului (OKW). Generalul Franz Halder l-a salutat, scriind că „trupele trebuie să participe până la capăt la lupta ideologică din campania din est”.

La 17 iulie 1941, OKW a declarat că Wehrmachtul trebuia:
Să se elibereze de toate elementele din rândul prizonierilor de război considerate forțe motrice bolșevice. Prin urmare, situația specială a campaniei din est necesită „măsuri speciale” [un eufemism pentru ucideri] care trebuie aplicate fără influențe birocratice și administrative și cu dorința de a accepta responsabilitatea. În timp ce până acum regulamentele și ordinele privind prizonierii de război se bazau exclusiv pe considerente militare, acum trebuie atins obiectivul politic, care este de a proteja națiunea germană de incitatorii bolșevici și de a prelua imediat controlul asupra teritoriului ocupat.
Astfel, toți prizonierii de război sovietici considerați a fi comisari, împreună cu toți prizonierii de război evrei, urmau să fie predați la Einsatzgruppen pentru a fi împușcați. OKW a acordat o mare importanță uciderii prizonierilor de război despre care se credea că sunt comisari, deoarece se credea că, în cazul în care comisarii capturați ar ajunge în lagărele de prizonieri de război din Germania, ei ar organiza o altă înjunghiere pe la spate a germanilor, precum cea care se credea că a cauzat înfrângerea Germaniei în Primul Război Mondial. Între iulie–octombrie 1941, între 580.000 și 600.000 de prizonieri de război aflați în custodia Wehrmachtului au fost predați SS-ului pentru a fi uciși. În septembrie 1941, atât Helmuth James von Moltke⁠(d), cât și amiralul Wilhelm Canaris au redactat memorii în care semnalau OKW-ului că ordinul din 17 iulie 1941 era ilegal în raport cu prevederile dreptului internațional.
Atât Moltke, cât și amiralul Canaris au remarcat că nu era valabilă afirmația germanilor cum că prizonierii de război sovietici nu ar avea drepturi deoarece Uniunea Sovietică nu ratificase Convenția de la Geneva, deoarece Germania ratificase acest document și, prin urmare, conform dreptului internațional, era obligată să ofere un tratament uman prizonierilor de război aflați în grija sa. În replică, feldmareșalul Wilhelm Keitel a scris: „Aceste scrupule sunt în acord cu conceptele militare ale unui război cavaleresc! Aici suntem preocupați de exterminarea unei ideologii. Acesta este motivul pentru care aprob și apăr această măsură”.
În vara anului 1942, a existat o liberalizare iluzorie a tratamentului ofițerilor politici capturați. La 10 iunie, șeful Gestapo, Heinrich Müller, a emis un ordin privind separarea prizonierilor și a dispus ca toți comisarii să fie izolați de restul prizonierilor și trimiși în lagărul de concentrare Mauthausen-Gusen. Acest lucru nu a schimbat însă prea mult situația grea a comisarilor, deoarece Mauthausen era unul dintre cele mai rele lagăre de concentrare naziste, unde aceștia așteptau de obicei o moarte lentă. La 20 octombrie 1942, Müller a ordonat din nou ca toți comisarii capturați în luptă să fie împușcați pe loc. Doar acei comisari care erau identificați ca dezertori au mai fost trimiși la Mauthausen. În lunile următoare, au continuat să fie depuse rapoarte privind execuțiile comisarilor sovietici. Ultima relatare cunoscută despre lichidarea unui ofițer politic a venit de la unități ale Grupului de Armate Sud în iulie 1943.
Istoricul Jürgen Förster⁠(d) a scris că majoritatea ofițerilor Wehrmachtului credeau sincer că cei mai mulți comisari ai Armatei Roșii erau evrei și că cea mai bună modalitate de a învinge Uniunea Sovietică era uciderea tuturor comisarilor, astfel încât soldații sovietici să fie privați de liderii lor evrei.

### Decretul Barbarossa
Contextul decretului Barbarossa a fost prezentat de Hitler în timpul unei reuniuni la nivel înalt cu oficiali militari la 30 martie 1941, în care a declarat că războiul împotriva Rusiei Sovietice va fi un război de exterminare, în care elitele politice și intelectuale din Rusia vor fi eradicate de forțele germane, pentru a asigura o victorie germană de lungă durată. Hitler a subliniat că execuțiile nu vor fi de competența tribunalelor militare, ci a acțiunii organizate a armatei.
Decretul, emis de feldmareșalul Keitel cu câteva săptămâni înainte de Operațiunea Barbarossa, excepta infracțiunile comise de civili inamici (în Rusia) de la jurisdicția curților militare. Suspecții urmau să fie aduși în fața unui ofițer care urma să decidă dacă aceștia urmau să fie împușcați.
Ordinul specifica:
- „Partizanii trebuie să fie eliminați fără milă în luptă sau în timpul încercărilor de evadare”, iar toate atacurile populației civile împotriva soldaților Wehrmachtului trebuie să fie „reprimate de armată la fața locului prin utilizarea unor măsuri extreme, până la anihilarea atacatorilor”;
- „Fiecare ofițer din cadrul viitoarei ocupații germane din est va avea dreptul să execute fără proces, fără nicio formalitate, orice persoană suspectată de a avea o atitudine ostilă față de germani”, (același lucru se aplica și prizonierilor de război);
- „Dacă nu ați reușit să identificați și să pedepsiți autorii actelor antigermane, vi se permite să aplicați principiul răspunderii colective. «Măsurile colective» împotriva locuitorilor din zona în care a avut loc atacul pot fi apoi aplicate după aprobarea comandantului de batalion sau a nivelului superior de comandă”;
- Soldații germani care comit crime împotriva umanității, a URSS și a prizonierilor de război vor fi exonerați de răspundere penală, chiar dacă comit acte sancționate în conformitate cu legislația germană[21][23].

În ciuda a ceea ce s-a afirmat după război, generalii Wehrmachtului, precum Heinz Guderian, nu au intenționat să atenueze prevederile privind jurisdicția unui ordin sau să se opună în vreun fel intențiilor lui Hitler. Ordinele unor astfel de generali aveau ca scop exclusiv prevenirea exceselor individuale, care puteau afecta disciplina în rândurile armatei, fără a schimba scopurile de exterminare ale ordinului. Ca parte a politicii de severitate față de „suboamenii” slavi și pentru a preveni orice tendință de a vedea inamicul ca pe un om, trupelor germane li s-a ordonat să facă tot posibilul pentru a maltrata femeile și copiii din Rusia.

### Liniile directoare privind conduita trupelor în Rusia
„Linii directoare pentru conduita trupelor în Rusia” emise de OKW la 19 mai 1941 afirmau că „iudeo-bolșevismul” este cel mai de temut inamic al națiunii germane și că „Germania poartă război împotriva acestei ideologii distructive și a adepților ei”. Liniile directoare au detaliat prin cererea de „măsuri nemiloase și energice împotriva instigatorilor bolșevici, gherilelor, sabotorilor, evreilor și eliminarea completă a oricărei rezistențe active și pasive”. Influențat de aceste linii directoare, generalul Erich Hoepner⁠(d) din Panzer Group⁠(d) 4, într-o directivă trimisă trupelor aflate sub comanda sa a precizat:
Războiul împotriva Rusiei este un capitol important în lupta pentru existență a națiunii germane. Este vechea bătălie a poporului german împotriva poporului slav, a apărării culturii europene împotriva inundării moscovit-asiatice și a respingerii bolșevismului evreiesc. Obiectivul acestei bătălii trebuie să fie distrugerea Rusiei actuale și, prin urmare, trebuie să fie dusă cu o severitate fără precedent. Fiecare acțiune militară trebuie să fie ghidată în planificare și execuție de o hotărâre fermă de a extermina inamicul complet și fără remușcări. În special, niciun adept al sistemului bolșevic rus contemporan nu trebuie să fie cruțat.

### Alte ordine
În același spirit, generalul Friedrich-Wilhelm Müller⁠(d), care era ofițerul superior de legătură al Wehrmachtului pentru probleme juridice, într-o prelegere ținută judecătorilor militari la 11 iunie 1941, i-a sfătuit pe judecătorii prezenți: „...în operațiunea care urmează, sentimentele de dreptate trebuie, în anumite situații, să cedeze în fața exigențelor militare și apoi să revină la vechile obiceiuri de război ... Unul dintre cei doi adversari trebuie să fie eliminat. Adepții atitudinii ostile nu trebuie conservați, ci lichidați”. Müller a declarat că, în războiul împotriva Uniunii Sovietice, orice civil sovietic care se considera că împiedică efortul de război german urma să fie considerat „gherilă” și împușcat pe loc. Șeful Statului Major al armatei, generalul Franz Halder, a declarat într-o directivă că, în cazul unor atacuri de gherilă, trupele germane trebuiau să impună „măsuri colective de forță” prin masacrarea locuitorilor satelor.
Tipic pentru propaganda armatei germane a fost următorul pasaj dintr-o broșură publicată în iunie 1941:
Oricine a privit vreodată în față un comisar roșu știe ce sunt bolșevicii. Nu este nevoie aici de reflecții teoretice. Ar fi o insultă adusă animalelor dacă am numi bestiale trăsăturile acestor torționari ai oamenilor, în mare parte evrei. Ei sunt întruchiparea a tot ce este infernal, a urii nebunești personificate împotriva a tot ceea ce este nobil în umanitate. În forma acestor comisari asistăm la revolta subumanului împotriva sângelui nobil. Masele pe care le conduc spre moarte cu toate mijloacele de teroare rece și de incitare nebună ar fi pus capăt oricărei vieți semnificative, dacă incursiunea nu ar fi fost împiedicată în ultimul moment. [ultima afirmație este o referire la «războiul preventiv» care se pretindea că este Barbarossa]
Propaganda armatei germane dădea adesea extrase în buletine informative privind misiunile trupelor germane în răsărit: „Este necesar să fie lichidați suboamenii roșii împreună cu dictatorii lor de la Kremlin. Poporul german este pe cale să îndeplinească cea mai mare sarcină din istoria sa, iar lumea va auzi că această sarcină va fi îndeplinită până la sfârșit.
Ca urmare a acestui tip de propagandă, majoritatea ofițerilor și soldaților Wehrmacht Heer au avut tendința de a privi războiul în termeni naziști, văzându-și adversarii sovietici ca pe un gunoi subuman care merita să fie călcat în picioare. La 4 august 1941, un soldat german i-a scris tatălui său: 
Hoardele jalnice din tabăra cealaltă nu sunt decât niște infractori conduși de alcool și de amenințarea [comisarilor] cu pistoalele la cap ... Nu sunt altceva decât o adunătură de ticăloși! ... Faptul că am întâlnit aceste hoarde bolșevice și am văzut cum trăiesc m-a impresionat profund. Toată lumea, chiar și ultimul sceptic, știe astăzi că lupta împotriva acestor suboameni, care au fost înnebuniți de evrei, nu numai că a fost necesară, dar a venit la țanc. Führerul nostru a salvat Europa de la un haos sigur.
Ordinul a fost în conformitate cu interesele comandamentului Wehrmachtului, care era dornic să asigure infrastructura logistică și rute sigure în spatele liniei frontului pentru diviziile de pe Frontul de Est.
În octombrie 1941, comandantul Diviziei 12 Infanterie a transmis o directivă în care se spunea că „transmiterea de informații se face mai ales de către tineri cu vârste cuprinse între 11 și 14 ani” și că „deoarece rușilor le este mai frică de baston decât de arme, biciuirea este cea mai recomandabilă măsură pentru interogatoriu”. La începutul războiului, naziștii au interzis relațiile sexuale dintre germani și muncitorii sclavi străini. În conformitate cu aceste noi legi rasiale emise de naziști; în noiembrie 1941, comandantul Diviziei 18 Panzer și-a avertizat soldații să nu facă sex cu rusoaice „subumane” și a ordonat ca orice rusoaică găsită făcând sex cu un soldat german să fie predată SS-ului pentru a fi executată imediat.
Un decret emis la 20 februarie 1942 a declarat că relațiile sexuale între o femeie germană și un muncitor rus sau un prizonier de război ar duce la pedeapsa cu moartea a celui din urmă. În timpul războiului, sute de bărbați polonezi și ruși au fost găsiți vinovați de „dezonorare a rasei⁠(d)”, pentru relații cu femei germane, și au fost executați:58.
Decretul „Noapte și ceață”⁠(d), emis de Hitler în 1941 și difuzat împreună cu o directivă a lui Keitel, a fost aplicat în teritoriile cucerite din vest (Belgia, Franța, Luxemburg, Norvegia, Danemarca și Țările de Jos). Decretul permitea ca cei care „puneau în pericol securitatea germană” să fie capturați și făcuți să dispară fără urmă. Directiva lui Keitel prevedea că „o intimidare eficientă poate fi realizată doar prin pedeapsa capitală sau prin măsuri prin care rudele criminalului și populația nu cunosc soarta acestuia”.

## Polonia

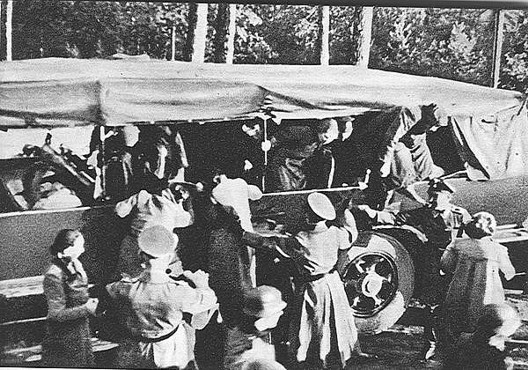
Poliția nazistă de securitate a adunat și executat intelectuali polonezi la Palmiry lângă Varșovia în 1940

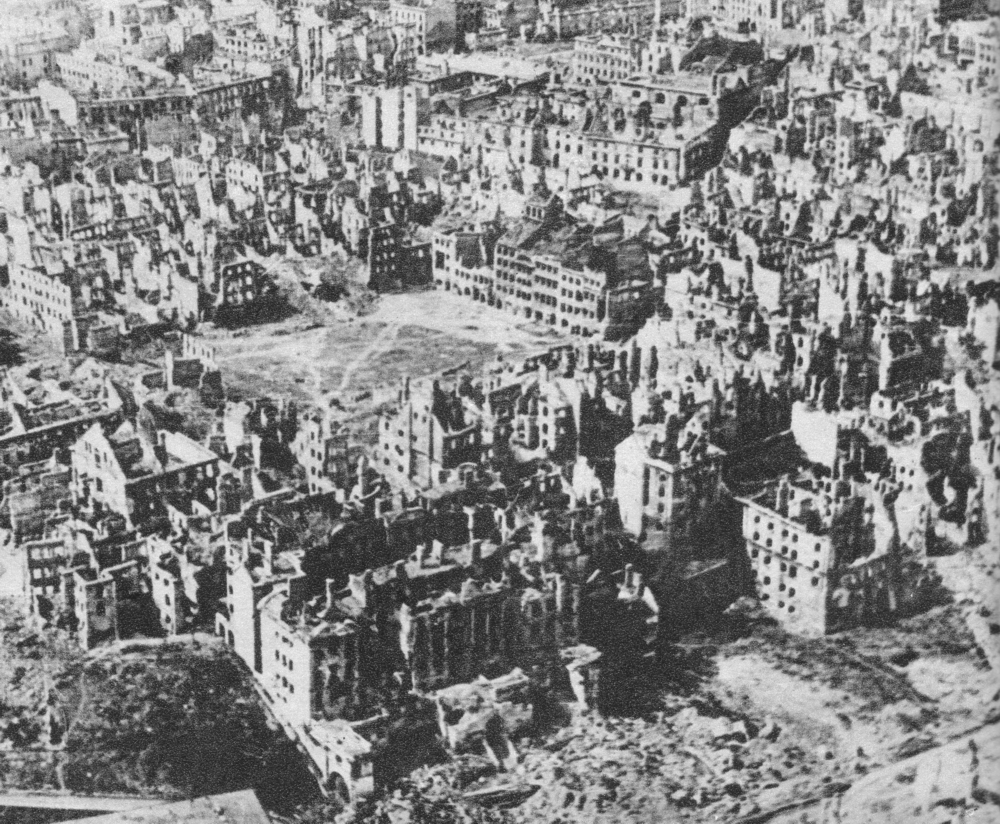
În timpul celui de-al Doilea Război Mondial 85% dintre clădirile din Varșovia au fost distruse de trupele germane.

Atitudinea Wehrmachtului față de polonezi era o combinație de dispreț, teamă și convingerea că violența era cea mai bună modalitate de a-i trata.

### Masacrarea civililor polonezi
Wehrmachtul a reacționat brutal la actele presupușilor insurgenți în timpul invadării Poloniei din 1939 și a fost responsabil pentru împușcarea fără discernământ a prizonierilor de război și a civililor. Orice act de sfidare a fost întâmpinat cu cea mai nemiloasă violență, deși conducerea armatei a încercat să descurajeze așa-numitele execuții „sălbatice”, în care trupele Wehrmacht împușcau civili din proprie inițiativă sau participau la crimele comise de SS. Au fost inițiate proceduri ale Curții Marțiale împotriva unora dintre ofițerii inferiori care au condus aceste execuții, dar acestea au fost anulate la 4 octombrie 1939, când Hitler a grațiat tot personalul militar care a fost implicat în crimele de război din Polonia . După încheierea ostilităților, în timpul  administrării Poloniei de către Wehrmacht, care a durat până la 25 octombrie 1939, au fost incendiate 531 de orașe și sate; Wehrmacht a efectuat 714 execuții în masă, alături de numeroase incidente de jaf, banditism și crimă. În total, se estimează că 16.376 de polonezi au căzut victime ale acestor atrocități. Aproximativ 60% din aceste crime au fost comise de Wehrmacht. Soldații Wehrmachtului s-au angajat frecvent în masacrarea evreilor pe cont propriu, în loc să participe doar la adunarea lor pentru SS.
În vara anului 1940, Reinhard Heydrich, șeful  Biroului Principal de Securitate al Reichului German (inclusiv Gestapo), a observat că: „...în comparație cu crimele, jafurile și excesele comise de armată [parte a Wehrmachtului], SS și poliția nu arată chiar atât de rău”:260. Chiar și atunci când armata germană nu era implicată în crime de război, toți liderii militari de vârf erau conștienți de ceea ce se întâmpla în Polonia. Niciunul nu s-a opus din motive morale; puținii care s-au opus au făcut-o din cauza preocupărilor legate de disciplină. În plus, generalul Johannes Blaskowitz, care s-a opus cel mai vehement crimelor de război din Polonia, s-a opus comiterii de crime de război de către armată împreună cu SS, nu ideii de atrocități împotriva Poloniei. Istoricul israelian Omer Bartov⁠(d) a scris că Blaskowitz a „legitimat crima” exprimându-și aprobarea față de masacrele SS și cerând în același timp ca armata să fie ținută departe de disciplina decimării dăunătoare. Bartov a raportat că, odată ce ofițerii și trupele au văzut că crima era „legitimă” în Polonia, efectul a fost că armata a tins să copieze SS.
Până la 13.000 de soldați și între 120.000 și 200.000 de civili au fost uciși de forțele conduse de germani în timpul Revoltei din Varșovia. Cel puțin 5.000 de soldați germani ai armatei regulate au sprijinit SS în zdrobirea rezistenței poloneze, majoritatea fiind unități de rezervă. În timpul acțiunilor de luptă, armata germană a folosit ostatici pe post de „scuturi umane”
Pe tot parcursul campaniei, Wehrmachtul s-a angajat în furturi și jafuri pe scară largă ale proprietăților cetățenilor polonezi. Până la 3 noiembrie 1939, Wehrmachtul a trimis în Germania nazistă 10.000 de vagoane cu bunuri furate, inclusiv utilaje agricole, mobilier și alimente:131.
Într-una dintre primele acțiuni ale armatei germane din cel de-Al Doilea Război Mondial, forțele aeriene germane, Luftwaffe', au bombardat orașul polonez Wieluń și ulterior a continuat să bombardeze orașe din întreaga țară, inclusiv Varșovia, Frampol și diverse alte orașe. În total, bombardamentele au ucis zeci de mii de civili polonezi. Trebuie sus că, nu au existat prevederi ale dreptului international umanitar, pozitiv sau cutumiar cu privire la războiul aerian înainte și în timpul celui de-a doua conflagrație mondială, ceea ce înseamnă că, la acea vreme, bombardamentele strategice nu erau considerate în mod oficial crime de război. Din acest motiv, niciun ofițer german nu a fost urmărit penal pentru raidurile aeriene în cadrul procesele aliate pentru crime de război de după al Doilea Război Mondial:167.

### Masacrarea prizonierilor de război polonezi

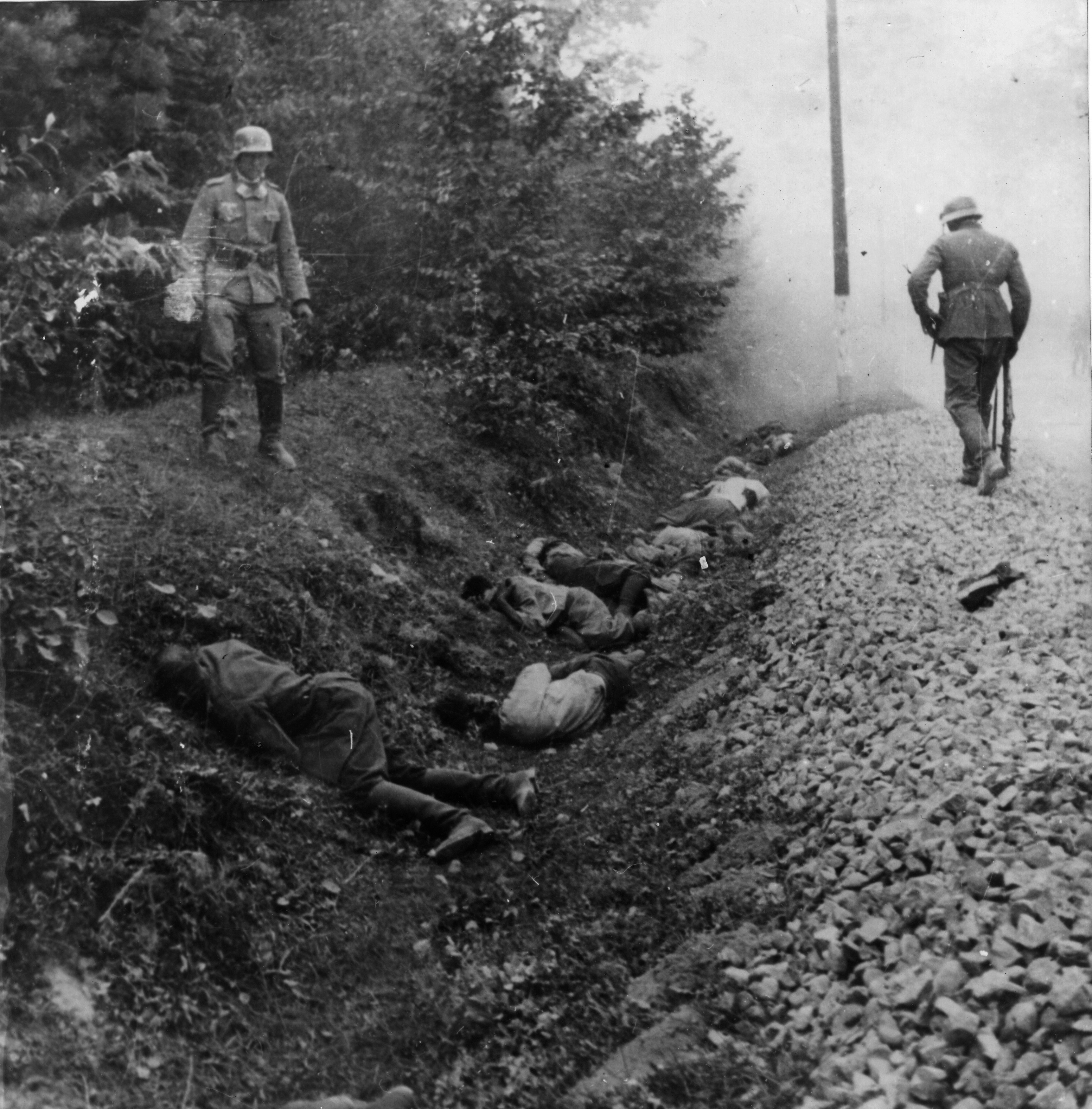
Aproximativ 300 de prizonieri de război polonezi executați de soldații Regimentului 15 de infanterie motorizată germană în Ciepielów la 9 septembrie 1939

Există numeroase exemple în care soldații polonezi au fost uciși după capturare. De exemplu, la Śladów (masacrul de la Śladów), unde 252 de prizonieri de război au fost împușcați sau înecați, la Ciepielów, unde aproximativ 300 de prizonieri de război au fost uciși (masacrul de la Ciepielów), și la Zambrów, unde alți 200 prizonieri au fost uciși (masacrul de la Zambrów). Prizonieriii de război polonezi de origine evreiască erau de obicei selectați și împușcați pe loc.
Prizonierilor din lagărul temporar de prizonieri de război din Żyrardów, capturați după Bătălia de la Bzura, li s-a refuzat orice hrană și au fost înfometați timp de zece zile: 189. În unele cazuri, prizonierii de război polonezi au fost arși de vii. Unități din Divizia 7 Infanterie poloneză au fost masacrate după ce au fost capturate în mai multe acte individuale de răzbunare pentru rezistența lor în luptă. La 11 septembrie, soldații Wehrmachtului au aruncat grenade de mână în clădirea unei școli în care erau ținuți prizonieri de război polonezi:20–35:67–74. Potrivit istoricului german Jochen Böhler⁠(d), Wehrmachtul a ucis în masă cel puțin 3.000 de prizonieri de război polonezi în timpul campaniei(p241).
Uciderea prizonierilor de război de către soldații Wehrmachtului a început în timpul campaniei din septembrie 1939 din Polonia. În multe cazuri, grupuri mari de soldați polonezi au fost uciși după capturare. Ordinul comandoului emis de Hitler în 1942, a oferit o „justificare” pentru împușcarea membrilor comandourilor inamice.

## Belgia
Între 25 și 28 mai 1940, Wehrmachtul a comis mai multe crime de război în și în apropierea micului sat belgian Vinkt⁠(d). Au fost luați ostatici și folosiți ca scuturi umane. Deoarece armata belgiană a continuat să reziste, fermele au fost percheziționate și jefuite și au fost luați mai mulți ostatici. În total, au fost executați optzeci și șase de civili. În afară de Vinkt, au avut loc și alte masacre și împușcături, cu estimări de 600 de victime.

## Franța
În cursul luptelor din nordul Franței, în mai 1940, trupele Wehrmachtului din Divizia 267 Infanterie au ucis 124 de civili în Masacrul de la Oignies și Courrières. Se crede că aproximativ 500 de civili au fost uciși de forțele germane în regiunea Nord-Pas de Calais.
În timpul urmăririi armatei franceze, în iunie 1940, Regimentul Großdeutschland a masacrat soldați africani din armata franceză și ofițerii lor europeni pe care îi luase prizonieri lângă Bois d'Eraine. Alți zece francezi africani au fost uciși lângă Lyon.
În aceeași lună, combatanții Diviziei a 9-a infanterie (Wehrmacht)| au masacrat soldați africani din Divizia a 4-a infanterie nord-africană pe care îi capturaseră lângă Erquivillers. Un ofițer german este citat în rapoartele franceze că ar fi declarat „o rasă inferioară nu merită să se lupte cu o rasă civilizată precum germanii”.
La 20 iunie 1940, 50 de soldați africani au fost executați în apropiere de Lyon în Masacrul de la Chasselay.
În septembrie 1944, în timpul retragerii din Franța, garnizoana din Brest a executat civili și a jefuit și distrus bunuri civile în timpul Bătăliei pentru Brest. Comandantul garnizoanei, generalul-locotenent Hermann-Bernhard Ramcke⁠(d), a fost condamnat în 1951 pentru crime de război legate de aceste acțiuni.

Masacrele includ cel puțin 1.500 de prizonieri de război francezi originari din Africa de Vest. Propaganda nazistă i-a descris pe africanii care luptau în armatele occidentale drept sălbatici. Începând din octombrie 1942, Wehrmachtul a pus în aplicare Ordinul comandoului care prevedea execuția sumară a tuturor comandourilor capturate, chiar dacă erau în uniformă. După armistițiul italian din 1943, mulți prizonieri de război au fost executați în mai multe rânduri, atunci când trupele italiene s-au împotrivit dezarmării lor forțate de către germani. Masacrul Diviziei Acqui de la Kefalonia este poate printer cele mai cunoscute

## Regiunea Balcanilor

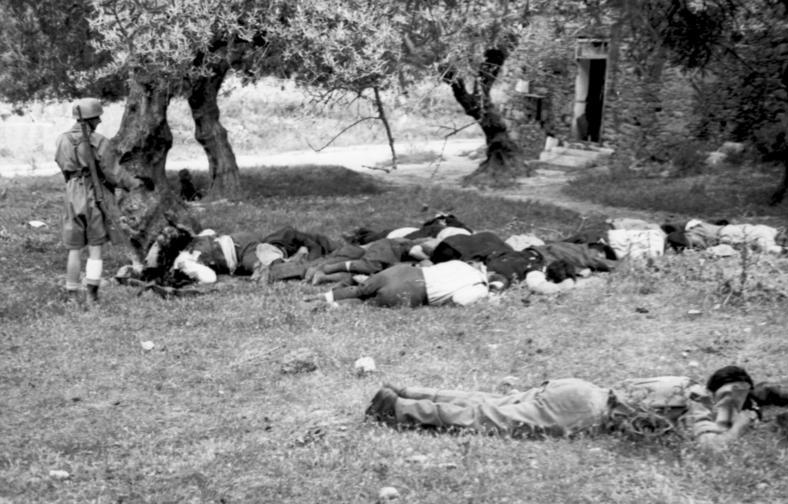
Asasinarea civililor greci în Kondomari, Creta, de către parașutiști germani în 1941

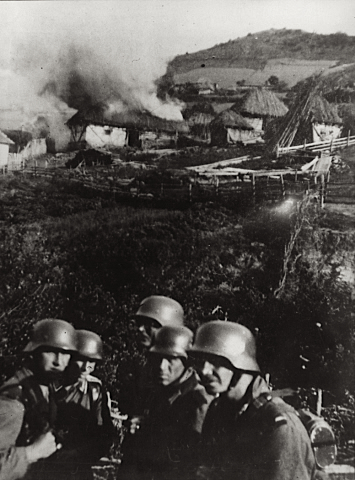
Germanii au incendiat un sat din Serbiaocupată de lângă Kosovska Mitrovica

După lovitură de stat iugoslavă din 27 martie 1941, Hitler a considerat acest act drept o insultă personală și a cerut distrugerea imediată a Iugoslaviei prin Directiva Führerului nr. 25. Începând cu 6 aprilie 1941, Directiva 25 a Führerului a fost pusă în aplicare, bombardarea Belgradului având loc în primele ore ale invaziei. Bombardarea nediscriminatorie a țintelor civile a dus la moartea a între 1.500 și 17.000 de civili. După încheierea războiului, generalul-colonel Alexander Löhr a fost găsit vinovat de crime de război, inclusiv rolul său în bombardarea Belgradului. El a fost executat în 1948.
În Serbia și Grecia, multe sate au fost rase de pe fața pământului, iar locuitorii lor uciși în timpul operațiunilor împotriva partizanilor. Printre exemplele din Grecia se numără Alikianos, Chortiatis⁠(d), Kaisariani, Kalavryta, Kali Sykia, Kallikratis, Kleisoura, Kondomari, Kommeno, Lyngiades, Malathyros, Mesovouno, Missiria, Mousiotitsa, Paramythia și Skourvoula,  Viannos , distrugerea complete a unor sate precum Kandanos, Anogeia și Vorizia.
Peste 2.700 de civili sârbi au fost uciși de Wehrmacht în masacrul de la Kragujevac din octombrie 1941. Alte 2.000 de persoane au fost ucise în masacrul de la Kraljevo în aceeași perioadă . Până în decembrie 1941, între 20.000 și 30.000 de civili au fost împușcați în timpul represaliilor germane în Serbia.

## Italia
La 26 martie 1944, 15 ofițeri și oameni în uniformă ai armatei americane au fost împușcați fără proces la La Spezia, în Italia, la ordinul comandantului Corpului 75 de Armată german, generalul Anton Dostler⁠(d), în ciuda opoziției subordonaților săi din Brigada 135. Dostler a fost condamnat la moarte de un tribunal militar american și executat prin împușcare în decembrie 1945.
În timp ce comanda Divizia 65 Infanterie, generalul-locotenent Gustav Heistermann von Ziehlberg⁠(d) a ordonat execuția ilegală a patru luptători SAS între septembrie și octombrie 1943. Cu o ocazie, el a luat ostatici 34 de civili italieni și a cerut permisiunea de a-i executa ca represalii pentru presupuse atacuri ale partizanilor, permisiune care i-a fost refuzată. Von Ziehlberg a fost executat în februarie 1945, pentru că a permis unui conspirator în Atentatul din 20 iulie 1944 împotriva lui Hitler să scape

## Uniunea Sovietică
Unii ofițeri germani au considerat comunismul din Uniunea Sovietică drept un complot evreiesc chiar înainte de cel de venirea la putere a lui Hitler. În 1918, Karl von Bothmer, plenipotențiar al armatei germane la Moscova, i-a numit pe bolșevici „o bandă de evrei” și și-a exprimat dorința de „a vedea câteva sute dintre acești bădărani spânzurați pe Zidul Kremlinului”. Evaluările făcute Armatei Roșii de către ofițerii Reichswehrului în timpul perioadei de cooperare germano-sovietică din anii 1920 arată adesea antisemitism, comentariile despre „viclenia evreiască” a generalului Lev Snitman sau „sângele evreiesc” al generalului Leonid Vainer fiind foarte tipice.
În 1932, Ewald Banse⁠(d), un important profesor german și membru al Asociației Naționale pentru științele militare (un grup finanțat în secret de Reichswehr), într-un articol în care cerea „dominația intelectuală mondială” a Germaniei, a scris că că liderii sovietici erau în mare parte evrei care dominau masele rusești apatice și fără minte. În 1935, colonelul Carl-Heinrich von Stülpnagel⁠(d), într-un raport despre capacitatea militară a Armatei Roșii, i-a descries pe comisarii politici ca ca fiind „în mare parte de rasă evreiască”.

### Represaliile și Holocaustul

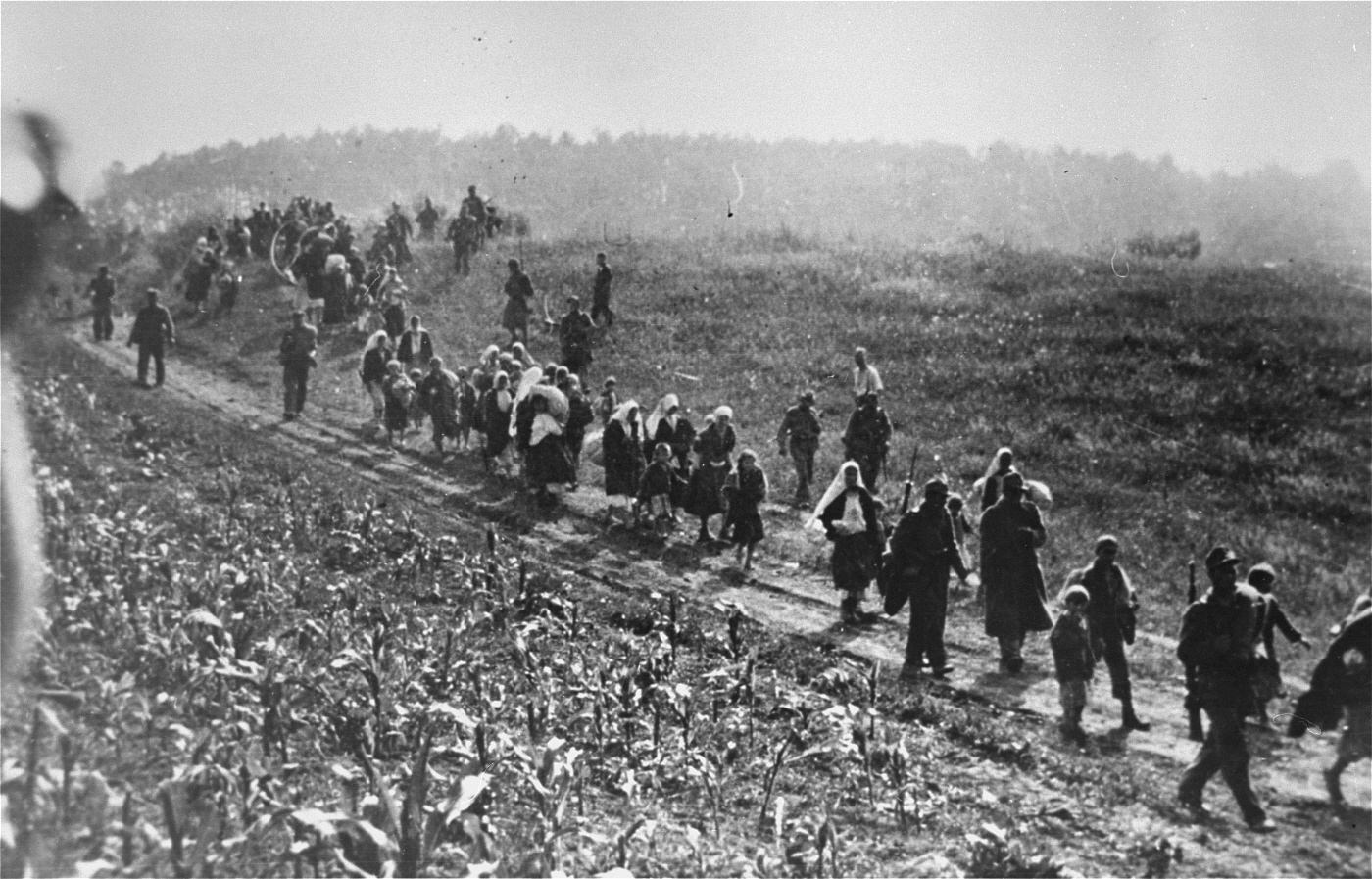
Forțele germane și colaboratorii ustași conduc o coloană de sârbi către lagărul de internare Šabac în timpul.

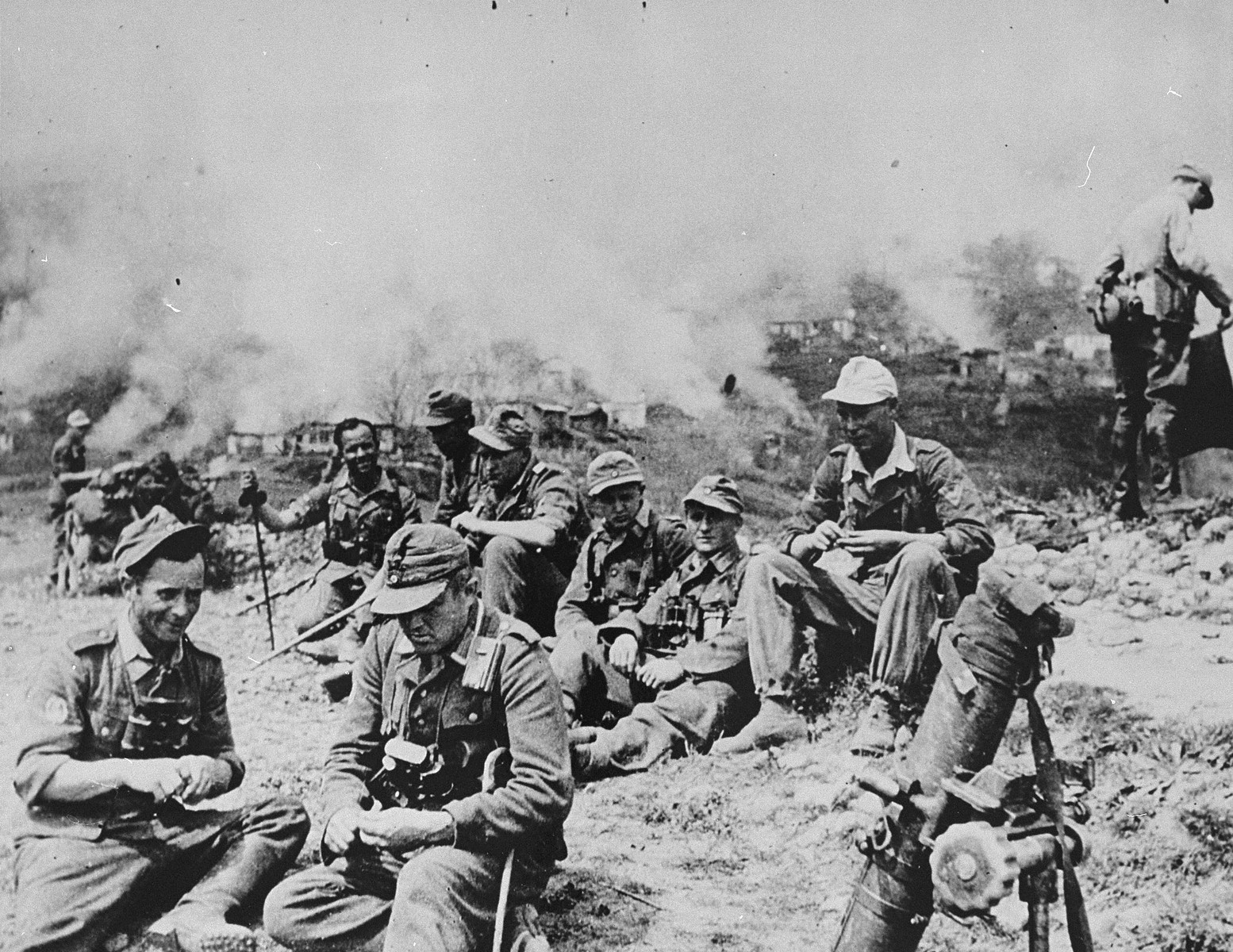
Soldați germani se relaxează după ce au distrus un sat în Epir, Grecia

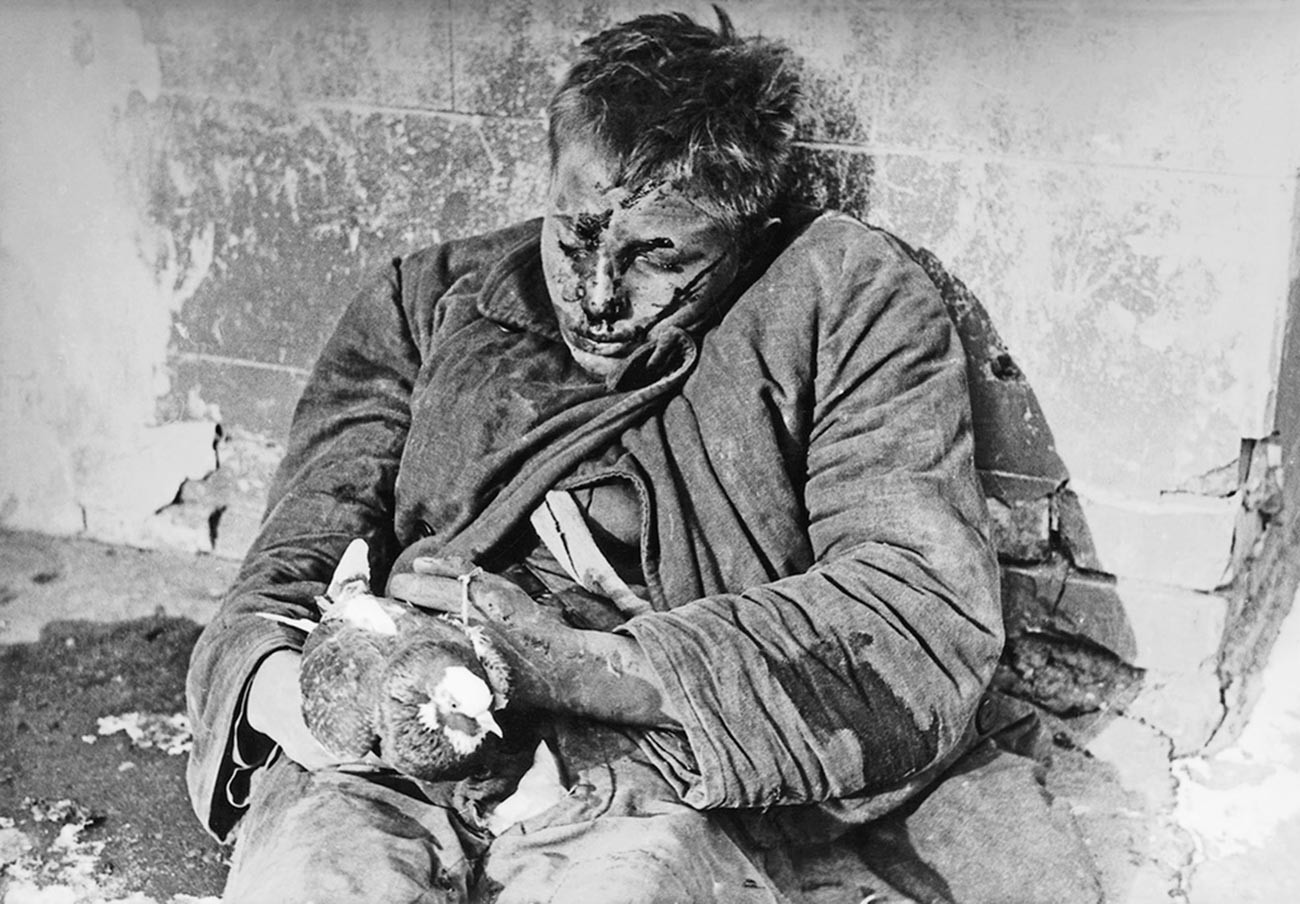
Viktor Cerevicikin, un adolescent sovietic ucis de trupele germane care au ocupat Rostovul sub acuzația că ar fi crescut porumbei

În primăvara anului 1941, Reinhard Heydrich și generalul Eduard Wagner⁠(d) au încheiat cu succes negocierile pentru cooperarea dintre Einsatzgruppe și armata germană care să permită punerea în aplicare a „sarcinilor speciale”. În urma acordului Heydrich-Wagner din 28 aprilie 1941, feldmareșalul Walther von Brauchitsch a ordonat, la începutul Operațiunii Barbarossa, ca toți comandanții armatei germane să identifice și să înregistreze imediat toți evreii din zonele ocupate din Uniunea Sovietică și să coopereze pe deplin cu Einsatzgruppen. Fiecare Einsatzgruppe, în zona sa de operațiuni, se afla sub controlul unui SS und Polizeiführer. Într-un alt acord între armată și SS, încheiat în mai 1941 de către generalul Wagner și Walter Schellenberg⁠(d), s-a convenit ca Einsatzgruppen din zonele de pe linia frontului să opereze sub comanda armatei, în timp ce armata va furniza Einsatzgruppen tot sprijinul logistic necesar. Sub pretextul operațiunilor „antibanditism” (Bandenbekämpfung⁠(d)), Wehrmachtul a masacrat evrei și alți civili în Uniunea Sovietică. Cooperarea cu SS în represalii și operațiuni antievreiești a fost strânsă și intensă.
În august 1941, în urma protestelor a doi capelani luterani cu privire la masacrarea unui grup de femei și copii evrei la Bila Țerkva, generalul von Reichenau a scris:
Concluzia raportului în cauză conține următoarea frază: „În cazul în cauză, au fost luate măsuri împotriva femeilor și copiilor care nu diferă cu nimic de atrocitățile comise de inamic, despre care trupele sunt în permanență informate”.
Trebuie să calific această evaluare drept incorectă, nepotrivită și impertinentă în extremis. În plus, acest comentariu a fost scris într-o comunicare deschisă care trece prin mai multe mâini. Ar fi fost mult mai bine dacă raportul nu ar fi fost scris deloc.
 

Un ofițer SS, martor la masacrul de la Bila Țerkva  le-a descris după cum urmează:

M-am dus singur în pădure. Wehrmachtul săpase deja un mormânt. Copiii au fost aduși cu un tractor. Nu am avut nimic de-a face cu această procedură tehnică. Ucrainenii stăteau în jur tremurând. Copiii au fost dați jos din tractor. Au fost aliniați de-a lungul părții de sus a gropii și împușcați astfel încât să cadă în ea. Ucrainenii nu au țintit nicio parte anume a corpului. Au căzut în groapă. Plânsul era de nedescris. Nu voi uita această scenă toată viața mea. Mi se pare foarte greu de suportat. Îmi amintesc în special de o fetiță blondă care m-a luat de mână. Și ea a fost împușcată mai târziu ... Mormântul era lângă niște păduri. Nu era lângă poligonul de tragere. Execuția trebuie să fi avut loc după-amiază, în jurul orei 3.30 sau 4.00. A avut loc a doua zi după discuțiile de la Feldkommandanten...Mulți copii au fost împușcați de patru sau cinci ori înainte să moară
.

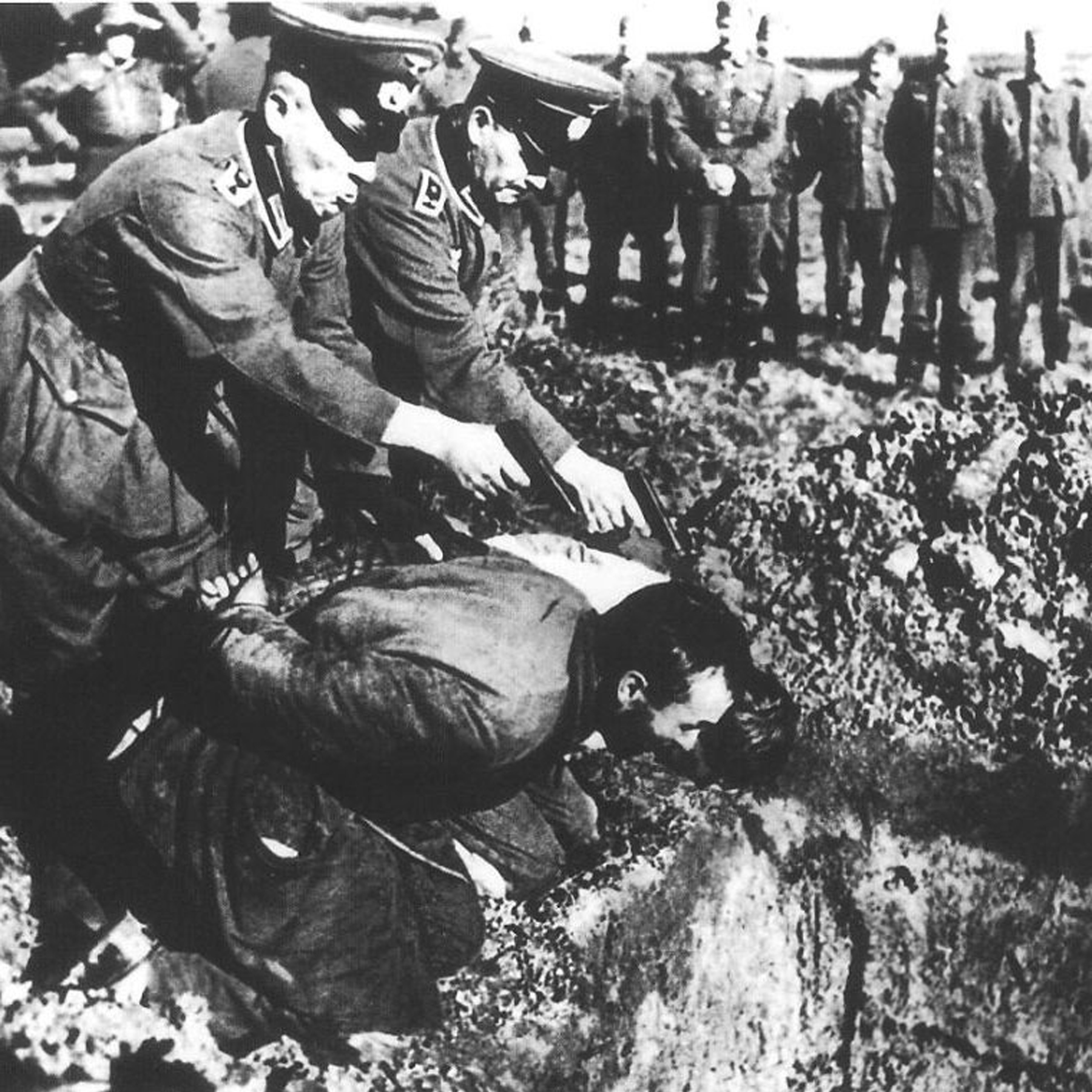
Ofițeri germani din Armata a 16-a executând civili sovietici, 1943

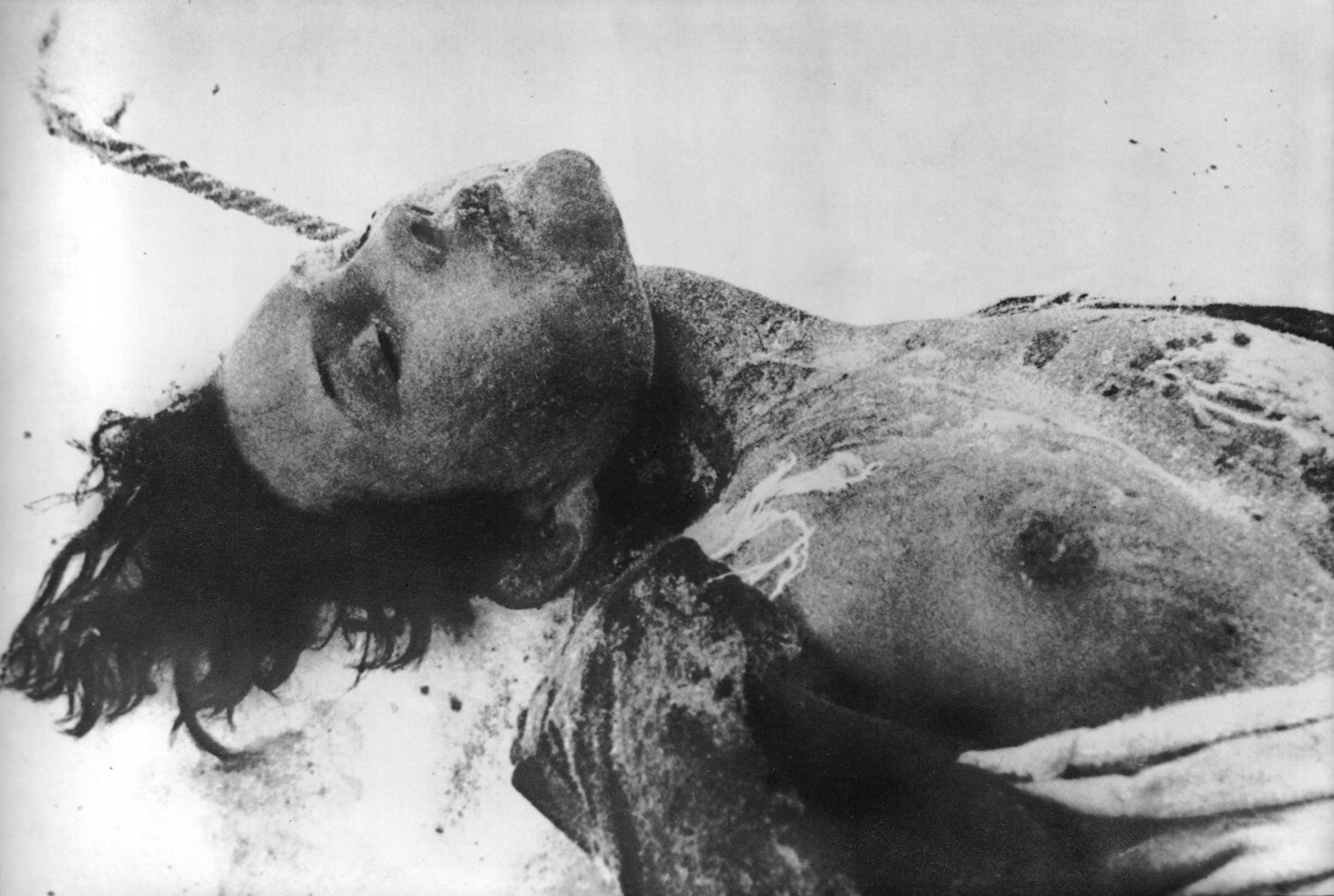
Zoia Kosmodemianskaia, spânzurată ca partizan de către trupele germane

În vara anului 1941, Brigada de cavalerie SS comandată de Hermann Fegelein⁠(d) a ucis 699 de soldați ai Armatei Roșii, 1.100 de partizani și 14.178 de evrei în timpul operațiunile „anti-partizani” din 
Mlaștinile Pripyat. Înainte de operațiune, Fegelein primise ordin să împuște toți evreii adulți, în timp ce femeile și copiii erau alungați în mlaștini. După operațiune, generalul Max von Schenckendorff⁠(d), care a comandat zona de ariergardă a Grupului de Armate Centru, a ordonat, la 10 august 1941, ca toate diviziile de securitate din Wehrmacht, care se aflau în misiune împotriva partizanilor, să urmeze exemplul lui Fegelein și a organizat, între 24 și 26 septembrie 1941, la Moghilev, un eveniment comun de instruire SS-Poliție-Wehrmacht privind cea mai bună modalitate de a ucide „partizanii” și, prin extensie, evreii. Seminarul, care a devenit cunoscut sub numele de „Conferința de la Moghilev”, s-a încheiat cu acțiunea Companiei a 7-a din Batalionul de Poliție 322 al  Poliției de ordine publică care a împușcat 32 de evrei într-un sat numit Kniașizi, în fața ofițerilor adunați, ca un exemplu de cum să „depisteze” partizanii în rândurile populației civile. În jurnalului de război al Batalionului 322 a fost notat: 
Acțiunea, programată inițial ca un exercițiu de antrenament, s-a desfășurat în condiții reale (ernstfallmässig) chiar în sat. Străinii suspecți, în special partizanii, nu au putut fi găsiți. Cu toate acestea, în urma examinării populației, au fost găsiți 13 bărbați evrei, 27 de femei evreice și 11 copii evrei, dintre care 13 evrei și 19 femei evreice au fost împușcați în cooperare cu Serviciul de Securitate.
Bazându-se pe ceea ce învățaseră în timpul Conferinței de la Moghilev, un ofițer Wehrmacht le-a spus oamenilor săi: „Unde este partizanul, acolo este evreul și unde este evreul, acolo este partizanul”. Divizia 707 Infanterie din Wehrmacht a pus în practică acest principiu în timpul unor raiduri „antipartizani” în cadrul căreia divizia a împușcat 10.431 de personae, din cele 19.940 reținute în timpul raidului, suferind doar doi morți și cinci răniți în acest proces.

Comandantul Diviziei 707 a subliniat în Ordinul nr. 227 din 24 noiembrie 1941:
5. Evreii și țiganii: ... Așa cum s-a ordonat deja, evreii trebuie să dispară din zona de câmpie și țiganii trebuie să fie și ei anihilați. Desfășurarea acțiunilor evreiești de mai mare amploare nu este sarcina unităților divizionare. Ele sunt executate de autoritățile civile sau de poliție, la nevoie ordonate de comandantul Ruteniei Albe, dacă acesta are la dispoziție unități speciale, sau din motive de securitate și în cazul pedepselor colective. Atunci când grupuri mai mici sau mai mari de evrei sunt întâlnite în zona de câmpie, acestea pot fi lichidate de către unitățile divizionare sau pot fi masate în ghetourile din apropierea satelor mai mari desemnate în acest scop, unde pot fi predate autorității civile sau SD.
La Mîrhorod, militarii din Divizia 62 Infanterie au executat „întreaga populație evreiască (168 de persoane) pentru asocierea cu partizanii”. La Novomoskovsk, Divizia 444 de Securitate a raportat că a ucis „305 bandiți, 6 femei cu puști (Flintenweiber), 39 prizonieri de război și 136 evrei”. Ca răzbunare pentru un atac al partizanilor care a ucis un soldat german, Ersatz-Brigade 202 „a împușcat 20 de evrei din satele Bobosjanka și Gornostajevka și a incendiat 5 case de evrei”. Mai grav a fost cazul din Serbia, unde majoritatea evreilor de acolo au fost uciși de Wehrmacht, nu de SS.
Ofițerul sovietic Herș Gurevici a povesti ororile la care a fost martor în timp ce era în armată. În orașul Rudnia, în timp ce activa ca partizan, el a descris cadavrul unei femei: „Cadavrul unei femei zăcea pe stradă. Era blondă, tânără și trebuie să fi fost frumoasă, dar brațele ei, întinse în sus, nu aveau mâini, iar picioarele îi fuseseră tăiate deasupra genunchilor. Cineva îi spintecase trunchiul de la buric până la perineu cu o baionetă sau un cuțit”:43.
La Šabac, în Lagărul de tranzit al Forțelor Aeriene nr. 183 din Serbia ocupată, deschis în septembrie 1941 și închis în septembrie 1944, au fost deținuți partizani și membrii familiilor acestora. Se estimează că au fost executate mai mult de 5.000 de persoane, fără a se lua în calcul evreii și romii. „Refugiații evrei din Europa Centrală, majoritatea austrieci, au fost împușcați de trupe de origine predominant austriacă ca represalii pentru victimele provocate de partizanii sârbi armatei germane”. Ordinele emise de feldmareșalul Wilhelm Keitel în septembrie 1941 cereau armatei germane să împuște 100 de sârbi pentru fiecare soldat german ucis de gherilele sârbe și nu cereau ca evreii să fie vizați. Din cauza antisemitismului răspândit în corpul ofițerilor germani, evreii sârbi au fost făcuți răspunzători pentru orice victimă din rândul armatei germane și vizați de execuțiile în masă. Istoricul german Jürgen Förster⁠(d), unul dintre principalii experți în domeniul crimelor de război comise de Wehrmacht, a susținut că Wehrmachtul a jucat un rol cheie în Holocaust și că este greșit să se atribuie Shoah exclusiv SS-ului, în timp ce Wehrmachtul ar di fost un spectator mai mult sau mai puțin pasiv și dezaprobator.

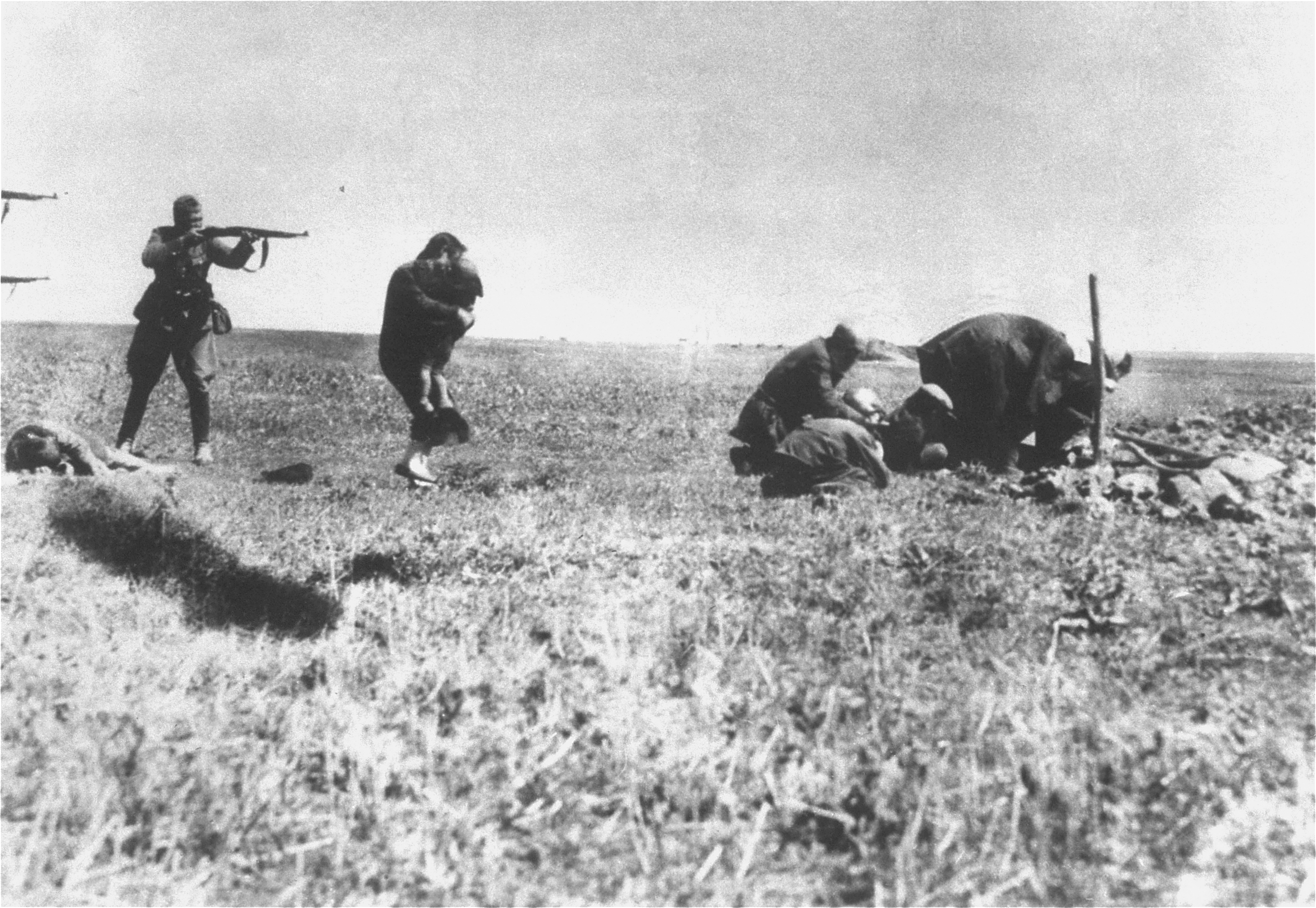
Membri ai Einsatzgruppe executâns evrei în Ivanhorod, Ucraina, în 1942

Wehrmachtul a colaborat, de asemenea, foarte strâns cu Einsatzgruppen pentru masacrarea populației evreiești din Uniunea Sovietică. La 10 octombrie 1941, generalul Walther von Reichenau⁠(d) a redactat un ordin care urma să fie citit trupelor aflate sub comanda sa, în care se menționa că „soldatul trebuie să ajungă la înțelegerea deplină a necesității unei răzbunări dure, dar juste împotriva suboamenilor evrei”. La aflarea  Ordinului de severitate (Comportamentul trupelor din regiunea de est) al lui Reichenau, feldmareșalul Gerd von Rundstedt, comandantul Grupului de Armate Sud, și-a anunțat „acordul deplin” cu acesta și a trimis o circulară tuturor generalilor de armată aflați sub comanda sa, îndemnându-i să trimită propriile versiuni ale acestui ordin, care să insufle trupelor nevoia de exterminare a evreilor.
Generalul Erich von Manstein, într-un ordin adresat trupelor sale la la 20 noiembrie 1941, a declarat:
 Evreimea este intermediarul dintre inamicul din spatele frontului nostru și rămășițele Armatei Roșii care încă mai luptă și ale conducerii roșii; mai mult decât în Europa, ea [evreimea] ocupă toate posturile-cheie ale conducerii politice și administrației, ale comerțului și meșteșugurilor și formează nucleul tuturor și posibilelor agitații și revolte. Sistemul iudeo-bolșevic trebuie să fie exterminat odată pentru totdeauna.
La 6 iulie 1941, Einsatzkommando⁠(d) 4b din Einsatzgruppe C - care opera în Ternopil în acel moment - a trimis un raport care nota „Forțele armate salută în mod surprinzător ostilitatea împotriva evreilor”. La 8 septembrie 1941, Einsatzgruppe D a raportat că relațiile cu armata germană erau „excelente”. Franz Walter Stahlecker⁠(d) din Einsatzgruppe A a scris în septembrie 1941 că Grupul de Armate Nord a cooperat exemplar cu oamenii săi în uciderea evreilor și că relațiile cu Armata a 4-a Panzer comandată de generalul Erich Hoepner⁠(d) erau „foarte strânse, aproape cordiale” .

### Crimele împotriva prizonierilor sovietici de război
Convenția de la Geneva privind tratamentul prizonierilor de război a fost semnată de Germania și de majoritatea celorlalte țări in 1929, while the USSR and Japan în 1929, în timp ce URSS și Imperiul Japonez au semnat abia după război (versiunea finală a celei de-a treia Convenție de la Geneva din 1949). Acest lucru însemna că Germania era obligată din punct de vedere juridic să trateze toți prizonierii de război în conformitate cu aceasta, în timp ce, la rândul lor, germanii capturați de Armata Roșie nu se puteau aștepta să fie tratați în acest mod. Uniunea Sovietică și Japonia nu au tratat prizonierii de război în conformitate cu Convenția de la Geneva. În timp ce lagărele de prizonieri de război ale Wehrmachtului pentru deținuții din vest îndeplineau, în general, cerința umanitară prevăzută de dreptul internațional, prizonierii din Polonia (care nu a capitulat niciodată) și URSS erau încarcerați în condiții semnificativ mai rele.
Până în decembrie 1941, mai mult de 2,4 milioane de soldați ai Armatei Roșii sovietice fuseseră luați prizonieri. Acești oameni sufereau de malnutriție și de boli precum tifos, care au rezultat din eșecul Wehrmacht-ului de a oferi hrană suficientă, adăpost, condiții sanitare adecvate și îngrijire medicală. Prizonierii erau supuși în mod regulat la execuții sumare, tortură, mutilare, bătăi și umilințe. Toți evreii, comisarii, „intelectualii” și musulmani care serveau în Armata Roșie erau fie executați de Wehrmacht, fie predați SS-ului pentru a fi împușcați.

Prizonierii de război musulmani au fost împușcați pentru că erau circumciși și, prin urmare, puteau fi evrei. S-a considerat că este mai sigur să fie împușcați toți prizonierii de război circumciși decât să se riște ca un prizonier evreu să scape de execuție pretinzând că este musulman. Strânsa cooperare dintre Wehrmacht și SS a fost reflectată de un raport al Einsatzgruppen, care spunea: 
În Borispol, la cererea comandantului lagărului local de prizonieri de război, un pluton al „Sonderkommando⁠(d) 4 a împușcat 752 de prizonieri de război evrei la 14 octombrie și 356 la 16 octombrie 1941, inclusiv mai mulți comisari și 78 de evrei răniți predați de medicul lagărului.
Conform unui raport RHSA (Biroul Principal de Securitate al Reichului German) din 5 decembrie 1941, Wehrmachtul a predat Einsatzgruppen, începând cu 22 iunie, 16.000 de prizonieri de război sovietici pentru a fi lichidați.
Între lansarea Operațiunii Barbarossa în vara anului 1941 și primăvara anului următor, 2,8 milioane dintre cei 3,2 milioane de prizonieri sovietici au murit în timp ce se aflau în mâinile germanilor. Eșecul german în obținerea victoriei anticipate în răsărit a dus la o lipsă semnificativă de forță de muncă pentru producția de război germană și, începând cu 1942, prizonierii de război din lagărele de prizonieri de război din est - în principal sovietici - au fost considerați o sursă de forță de muncă – practic sclavi – pentru menținerea în funcțiune a economiei de război a Germaniei.
La 6 august 1941, OKW a hotărât ca prizonierii de război sovietici apți de muncă să primească 2.200 calorii/zi, iar cei care nu erau apți de muncă, 2.040 calorii/zi.. La 21 octombrie 1941, OKW a ordonat o reducere uriașă a rațiilor alimentare pentru prizonierii de război sovietici, prizonierii de război incapabili de muncă urmând să primească doar 1 490 calorii/zi. În cadrul unei reuniuni a generalilor superiori convocată la Orșa la 13 noiembrie 1941, generalul Eduard Wagner⁠(d), primul intendent al armatei, a declarat: „Prizonierii de război din lagăre care nu lucrează vor muri de foame”. 5,7 milioane de soldați sovietici au fost luați prizonieri în timpul războiului, dintre care cel puțin 3,3 milioane (58% din total) au murit în captivitate.
Conform lucrării Enciclopedia lagărelor și ghetourilor, 1933-1945, lagărele dedicate producției de armament erau conduse în mod obișnuit de ramura Wehrmacht care folosea produsele. În multe lagăre de concentrare erau folosiți gardieni Luftwaffe. În 1944, mulți soldați din Wehrmacht au fost transferați la SS-Totenkopfverbände⁠(d) ca să atenueze lipsa de personal din lagărele de concentrare.
În numeroase cazuri documentate, soldații sovietici capturați au fost supuși torturii și mutilării. Aceștia au fost marcați cu fierul încins, li s-au tăiat părți ale corpului precum ochii, urechile, mâinile, degetele și limbile, li s-a spintecat stomacul, au fost înjunghiați în mod repetat cu baioneta cât încă erau în viață, au fost rupți în bucăti după ce au fost legați de tancuri și au fost arși sau îngropați de vii

## Africa de Nord
Cercetări mai recente au scos la iveală crimele de război comise de Wehrmacht în Africa de Nord. Acest lucru se opune termenului „Război fără ură”, care este folosit de unii autori pentru a descrie Campania din Africa de Nord .
Giordana Terracina scrie că: „La 3 aprilie, italienii au recucerit Benghazi și câteva luni mai târziu Afrika Korps condus de Erwin Rommel a fost trimis în Libia și a început deportarea evreilor din Cirenaica în lagărul de concentrare de la Giado și în alte orașe mai mici din Tripolitania. Această măsură a fost însoțită de împușcarea, tot în Benghazi, a unor evrei vinovați că au întâmpinat trupele britanice, la sosirea lor, tratându-le drept eliberatori.”
Evreii din întreaga regiune Cirenaica și Benghazi au fost deportați în Italia pentru muncă forțată. În lagărul de concentrare Giado, un supraviețuitor pe nume Sion Burbea a mărturisit că l-a văzut pe Erwin Rommel inspectând munca lor în lagăr .

Unii istorici îl asociază direct pe Rommel cu crimele de război comise de Wehrmacht în Africa de Nord. Potrivit istoricului german Wolfgang Proske, Rommel le-a interzis soldaților săi să cumpere ceva de la populația evreiască din Tripoli, a folosit sclavi evrei și le-a ordonat evreilor să „curețe” câmpurile de mine mergând pe ele înaintea forțelor sale. Proske susține, de asemenea, că evreii din Tripoli au fost trimiși ulterior în lagăre de concentrare.
Persecutarea evreilor de către Wehrmacht a continuat în 1942. Conform publicației „Jewish Communities of the World” editată de Anthony Lerman⁠(d), în 1942, în timpul ocupației germane, cartierul din Benghazi care adăpostea populația evreiască a fost jefuit și 2.000 de evrei au fost deportați prin deșert, iar dintre aceștia aproximativ o cincime nu a suparaviețuit. Evreii din Benghazi au fost, de asemenea, victime ale unui pogrom în 1942:147. Revista Moment a scris: „la ordinele comandantului militar german, Forțele Axei, în 1942, au jefuit magazinele evreiești și au deportat 2.600 de evrei din Benghazi la Giado”:148.
Robert Satloff⁠(d) scrie în cartea sa Among the Righteous: Lost Stories from the Holocaust's Long Reach into Arab Lands că, pe măsură ce forțele germane și italiene se retrăgeau prin Libia spre Tunisia, populația evreiască a devenit victimă asupra căreia și-au eliberat furia și frustrarea. Potrivit lui Satloff, soldații Afrika Korps au jefuit proprietățile evreilor de-a lungul coastei libiene. Aceste violențe și persecuții au luat sfârșit doar odată cu sosirea generalului Montgomery la Tripoli, la 23 ianuarie 1943:44. Istoricul german Clemens Vollnhals⁠(d) scrie că utilizarea evreilor ca forță de muncă forțată de către Afrika Korps este puțin cunoscută, dar a avut loc în paralel cu persecuția populației evreiești (deși pe o scară mai mică decât în Europa), iar unii dintre muncitori au fost exploatați până la moarte.:55.
Persecuția evreilor de către Wehrmacht a continuat în Tunisia. Potrivit mai multor istorici, acuzațiile și poveștile care îl asociază pe Rommel și Afrika Korps cu hărțuirea și jefuirea aurului și a proprietăților evreilor din Tunisia sunt cunoscute de obicei sub numele de „comoara lui Rommel” sau „aurul lui Rommel”:71. Cu toate acestea, alți istorici afirmă că Rommel nu a avut nimic de-a face cu comoara și că ar fi un nume mai potrivit „comoara lui Rauff”.
Când Wehrmachtul a intrat în Tunisia, a ordonat înființarea unui Consiliu evreiesc (Judenrat), iar evreii au fost supuși muncii forțate. 2.000 de bărbați evrei au fost recrutați forțat, iar alte câteva mii urmau să fie recrutați ulterior. Această muncă forțată a fost folosită în situații extrem de periculoase, în apropierea țintelor bombardamentelor, muncitorii confruntându-se cu foametea și violența.

## Violurile

### Frontul de răsărit
Soldații germani obișnuiau să marcheze cu fierul roșu trupurile partizanelor capturate - precum și ale altor femei - cu cuvintele „Curvă pentru trupele lui Hitler” și să le violeze.. După ce au fost luați prizonieri, unii dintre soldații germani s-au lăudat cu violurile și uciderea victimelor violurilor. Susan Brownmiller susține că violul a jucat un rol esențial în scopul naziștilor de a cuceri și distruge oamenii pe care îi considerau inferiori, precum evreii, rușii și polonezii:30. O listă extinsă de violuri comise de soldații germani a fost întocmită în așa-numita „Notă Molotov” în 1942. Brownmiller a subliniat faptul că naziștii au folosit violul ca armă a terorii:55.
Violența sexuală împotriva femeilor sovietice exercitată de către soldații germani a fost larg răspândită pe Frontul de Est. În unele localități ocupate, aproape toate femeile au fost violate de soldații germani și, în mai multe cazuri, unități militare întregi au participat la acte extreme de violență sexuală. La începutul lunii august 1941, comandamentul Armatei a 9-a germană a raportat o creștere notabilă a incidentelor de jaf și viol, chiar în zona frontului.
Printre exemplele de violuri în masă comise de soldații germani în Uniunea Sovietică se numără:
- Borisov: Soldații germani au violat și ucis cu brutalitate 36 de femei și fete. Printre victime s-a numărat o fată de 16 ani pe nume L. I. Melciukova, care a fost violată, torturată și ucisă, sânii i-au fost tăiați, iar trupul ei a fost țintuit în cuie pe scânduri[126].
- Smolensk: Comandamentul german a deschis un bordel pentru ofițeri în care sute de femei și fete au fost conduse cu forța, adesea fiind târâte de păr[123]{{RP|30-32)).
- Liov: 32 de femei care lucrau la o fabrică de confecții au fost violate și ucise de soldații germani, într-un parc public[124]. Un preot care încerca să oprească atrocitatea a fost ucis[127]:26.
- Liov: Soldații germani violau fete evreice, care erau ucise după ce rămâneau însărcinate[128].

Există estimărin conform cărora femeile din Rusia au dat naștere a aproximativ un milion de copii, copii ai căror tați erau soldați germani:56. De exemplu, activista pentru drepturile femeilor Ursula Schele a estimat în Jurnalul „Zur Debatte um die Ausstellung Vernichtungskrieg. Verbrechen der Wehrmacht 1941-1944” că una din zece femei violate de soldații germani ar fi rămas însărcinată și, prin urmare, este probabil că până la zece milioane de femei din Uniunea Sovietică ar fi putut fi violate de soldații Wehrmachtului:9.
Alte surse estimează că violurile femeilor sovietice de către Wehrmacht variază până la 10.000.000 de incidente, în urma cărora s-au născut între 750.000 și 1.000.000 de copii:290
În teritoriile sovietice aflate sub controlul germanilor, violurile erau o preocupare a autorităților de ocupație doar dacă subminau disciplina militară. Din 1941, violul a fost în mod oficial pedepsit cu moartea, deși violurile au fost rareori urmărite în practică, iar violurile comise de germani asupra femeilor negermane nu au fost luate în serios și nici nu au fost pedepsite cu moartea, în special în teritoriile din Europa de Răsărit:288. În octombrie 1940, legile privind violul au fost modificate, făcând din acesta o „crimă petiționată” - adică o crimă pentru care victima trebuia să solicite urmărirea penală. Istoricul Christa Paul scrie că acest lucru a dus la „o absență aproape completă a urmăririi penale și a pedepsei pentru viol”:288. Au existat câteva cazuri de viol în Europa Răsăriteană, în care autorii au fost condamnați dacă violul era foarte vizibil, dăunând imaginii armatei germane, iar instanțele erau dispuse să pronunțe un verdict de condamnare împotriva acuzatului:289.
Potrivit istoricului Regina Mühlhäuser, Wehrmachtul a recurs, de asemenea, la violență sexuală și la dezbrăcarea până la piele a celor arestați și supuși interogatoriilor.. Mühlhäuser adaugă că numărul copiilor nelegitimi născuți în regiunile ocupate nu l-a depășit cel de dinainte de război. Ea ajunge la concluzia că violurile de pe frontul de răsărot nu au fost cazuri singulare, dar trebuie să admită că starea materialului sursă este foarte slabă:76.
Au existat violuri comise de soldații forțelor Wehrmachtului împotriva femeilor și fetelor evreice în timpul invaziei din Polonia. De asemenea, au fost comise violuri împotriva femeilor și fetelor poloneze în timpul execuțiilor în masă efectuate în principal de milițiile de „autoapărare” ale etnicilor germani⁠(d), care erau însoțite de soldați ai Wehrmacht-ului, iar pe teritoriul aflat sub administrarea armatei germane, violurile erau efectuate înainte de împușcarea femeilor arestate.
Un singur caz de viol a fost judecat de un tribunal german în timpul campaniei militare din Polonia, cazul de viol în grup comis de trei soldați împotriva femeilor dintr-o familie evreiască din Busko-Zdrój. Judecătorul german i-a condamnat pe vinovați pentru Rassenschande⁠(d) – umilire a rasei germane, astfel cum era definită de politilca rasială nazistă - și nu pentru viol.
Conform „Comisiei de Stat pentru Investigarea Crimelor Comise de Forțele de Ocupație și Colaboratorii acestora”, soldații germani au comis 772 de violuri în timpul ocupației Axei în Serbia

### Frontul de vest
Violul, deși oficial interzis, a fost permis în practică de armata germană în Europa Răsăriteană și de Sud-Est, în timp ce țările nordice și vestice au fost relativ ferite de astfel de violențe.
Deși nu la aceeași scară ca violurile comise de soldații germani pe Frontul de Est, violurile au avut loc totuși în țările occidentale și nordice. O femeie olandeză a declarat că a fost martoră la violarea unei fete olandeze de către un soldat german în timpul ocupației germane a Țărilor de Jos.
Potrivit profesorilor de la Arhivele Regionale de Stat din Hamar, în urma invaziei germane din Norvegia și în timpul ocupației, soldații germani au comis numeroase violuri împotriva femeilor norvegiene sub amenințarea armei, în timp ce poliția locală a ignorat reclamațiile victimelor
În timpul Ofensivei din Ardeni, un soldat german din Divizia a 2-a Panzer a violat o fată belgiană de 15 ani în orășelul Hargimont, suprimându-i brutal rezistența, în timp ce alți soldați au comis crime în același oraș.
În cartea sa „Sex Crimes Under the Wehrmacht”, autorul David Raub Snyder a declarat că un număr mare de femei italiene, franceze și chiar germane au fost violate de soldații Wehrmacht în timpul războiului. El a susținut că nu există nicio dovadă care să sugereze că femeile neslave au fost scutite de violuri de către soldații germani mai mult decât femeile slave.
În Franța, au existat câteva violuri în 1940 imediat după invazie și apoi foarte puține cazuri până în 1944, când numărul cazurilor a crescut brusc. Inițial, comandamentul german s-a străduit să reducă numărul de violuri comise, deoareceviolurile din timpul Primului Război Mondial afectaseră reputația armatei germane. În 1944, violurile au fost din ce în ce mai tolerate de ierarhia germană și au avut loc alături de masacre și jafuri, de obicei în timpul operațiunilor antipartizani. O fotografie a unei femei violate în grup a fost inclusă în expoziția „Crimele lui Hitler”, prezentată la Paris în 1945.
În timpul ocupației germane a Insulelor Canalului, mai mulți soldați germani au fost acuzați de viol:23-24.

### Justiția militară
Birgit Beck, în lucrarea sa Rape: The Military Trials of Sexual Crimes Committed by Soldiers in the Wehrmacht, 1939-1944, descrie clemența în pedepsirea crimelor sexuale de către autoritățile germane din estul Europei, subliniind în același timp pedepsele grele aplicate în occident. Dacă un soldat care a comis un viol a fost ulterior condamnat de o curte marțială, acesta ar fi fost de obicei condamnat la patru ani de închisoare. Codul penal german era valabil și pentru soldații aflați în război. Până în 1944, 5.349 de soldați ai Wehrmachtului de pe toate fronturile au fost condamnați din cauza infracțiunii de indecență („Sittlichkeitsvergehen”) sau viol („Notzucht”):326. Istoricul Mühlhäuser consideră că agresiunea sexuală nu a fost o excepție, ci ceva obișnuit, și că numărul real de violuri comise de soldații germani este, fără îndoială, mult mai mare. Snyder a remarcat că sentințele blânde impuse soldaților germani acuzați de viol nu au fost unice pentru Frontul de Est, deoarece multe instanțe au pronunțat, de asemenea, pedepse ușoare în cazurile care au implicat violarea femeilor neslave, inclusiv a femeilor franceze, italiene și germane.

### Bordelurile militare aleWehrmachtului
Sub ocupația germană, a fost instituit un sistem răspândit de sclavie sexuală (prostituție forțată). Wehrmachtul conducea, de asemenea, bordeluri în care femeile erau obligate să lucreze. Motivul înființării acestor bordeluri a fost teama oficialilor germani de boala venerică și onanism (masturbare). Oberfeldarzt der Wehrmacht (medicul șef de campanie al Wehrmacht) a atras atenția asupra „pericolului [răspândirii] homosexualității”.
La 3 mai 1941, Ministerul Afacerilor Externe al  Guvernului polonez în exil din Londra a emis un document în care descria raidurile în masă efectuate în orașele poloneze cu scopul de a captura femei tinere, care erau ulterior forțate să lucreze în bordeluri frecventate de ofițeri și soldați germani.
În Uniunea Sovietică, femeile au fost răpite de forțele germane pentru a fi transformate în prostituate. Într-un raport al  Tribunalului Militar Internațional se afirmă că „în orașul Smolensk, Comandamentul german a deschis un bordel pentru ofițeri într-unul dintre hoteluri, în care au fost bătate sute de femei și fete; acestea au fost târâte fără milă pe stradă de brațe și de păr”.
Femeile iugoslave ar fi fost plasate în bordeluri, iar un document din 1941 din arhivele din Osijek a fost găsit. În acest document se discută planurile pentru mai înființarea a mai multor bordeluri în Osijek, precum și procedurile sanitare necesare

### Procesele penale
Procesele de la Nürnberg nu a urmărit pe nimeni pentru viol sau alte violențe sexuale; violul a fost definit ca o crimă împotriva umanității, dar procurorii au considerat că astfel de crime nu au „nicio legătură cu războiul”.

## Experimentele asupra ființelor umane
De-a lungul războiului, Germania s-a angajat în numeroase experimente pe prizonieri din lagărele de concentrare, inclusiv pe prizonieri de război. Wehrmacht-ul cunoștea pe deplin aceste experimente și a efectuat unele dintre ele. Astfel de experimente au fost:
- Teste la mare altitudine;
- Consumul de apă de mare;
- Teste de rezistență la temperaturi scăzute;
- Cercetări asupra tifosului[158].

În multe cazuri, subiecții testelor, chiar dacă au supraviețuit, au fost uciși ulterior pentru a se studia orice modificări din corpul lor care au avut loc în timpul experimentului.
Alte exemple de experimente efectuate de Wehrmacht includ:
- Experimente pe homosexuali. Medicii din Wehrmacht doreau să „vindece” homosexualitatea prin tratamente hormonale și prin obligarea homosexualilor să se lupte între ei[160].
- Experimente pe prizonierii de la Auschwitz-Birkenau efectuate de medicul Emil Kaschub⁠(d). Kaschub era originar din Silezia Superioară și era sublocotenent în Wehrmacht (nu era membru al SS). El efectua experimente pe membrele prizonierilor tineri și de vârstă mijlocie. Aceștia erau infectați în mod deliberat cu diverse substanțe toxice, care provocau răni, abcese și dureri. Starea pacienților era fotografiată de Kaschub la fiecare câteva zile, iar lichidul din rănile lor era colectat. Motivul probabil al acestor experimente a fost acela de a afla cum se îmbolnăvesc soldații pentru a scăpa de serviciul în Wehrmacht[161][162][163]
- În august 1941, medicul de stat major detașat la Armata a VI-a, Gerhart Panning, a aflat despre gloanțe dum-dum rusești capturate. Pentru a determina efectele acestui tip de muniție asupra soldaților germani, el a decis să le testeze pe ființe umane după ce a cerut conducerilor SS și SD niște „cobai”, (prizonieri de război evrei)[164][165].

## Războiul biologic
În timpul războiului, membri ai Wehrmachtului au încercat să influențeze decizia lui Hitler care a cerut ca armele biologice să fie cercetate doar pentru domeniul apărării. Șeful Diviziei Științifice a Wehrmachtului, Erich Schumann⁠(d), i-a transmis Führerului că „America trebuie să fie atacată simultan cu diverși agenți patogeni epidemici umani și animali, precum și cu dăunători ai plantelor”. Testele de laborator au fost pregătite pentru utilizarea  ciumei, antraxului, holerei și febrei tifoide. De asemenea, a fost studiată posibilitatea de a utiliza febrei aftoase împotriva Marii Britanii.

## Puncte de vedere postbelice

### Evoluția analizei
Ofițeri de rang înalt din Wehrmacht au fost judecați pentru crime de război. Comandantul-șef al Oberkommando der Wehrmacht (OKW), feldmareșalul Wilhelm Keitel, și șeful Statului Major al Operațiilor Alfred Jodl au fost acuzați și judecați pentru crime de război de către Tribunalul Militar Internațional de la Nürnberg din 1945-1946. Au fost găsiți vinovați de toate acuzațiile, condamnați la moarte și executați prin spânzurare, deși Jodl a fost achitat post-mortem șapte ani mai târziu. În timp ce tribunalul a declarat că Gestapo, SD  și SS (inclusiv Waffen-SS) erau organizații criminale în mod inerent, instanța nu a ajuns la aceeași concluzie cu Statul Major și Înaltul Comandament al Wehrmachtului.
Procesele de la Nürnberg de la sfârșitul celui de-al Doilea Război Mondial au analizat inițial dacă structura de comandă superioară a Wehrmachtului ar trebui judecată. Cu toate acestea, Oberkommando der Wehrmacht (OKW - Înaltul Comandament al Forțelor Armate) a fost considerat că nu a fost organizație criminală pe baza motivelor juridice deoarece, din cauza unei coordonări foarte slabe între Înaltele Comandamente ale Armatei, Marinei și Forțelor Aeriene germane, care au funcționat ca entități mai mult sau mai puțin separate în timpul războiului, OKW nu a constituit o „organizație” în sensul articolului 9 din constituția Tribunalului Militar Internațional (IMT) care a condus procesele de la Nüremberg:210-212. Această chestiune de definiție juridică a fost interpretată greșit de veteranii germani ai celui de-al Doilea Război Mondial și de alte persoane, care au trans concluzia că dacă IMT a decis că OKW nu era o „organizație criminală”, rezultă că Wehrmachtul nu a comis crime de război.
Urmărirea penală a crimelor de război a pierdut avânt în deceniul al șaselea, pe măsură ce Războiul Rece s-a intensificat. Ambele state germane trebuiau să înființeze forțe armate și nu puteau face acest lucru fără ofițeri și soldați instruiți care au servit în Wehrmacht. Istoriografia germană din anii 1950 a considerat crimele de război ale soldaților germani mai degrabă evenimente excepționale decât obișnuite. Soldații erau văzuți ca victime ale regimului nazist. Urme ale acestei atitudini pot fi văzute și astăzi în unele lucrări germane, care minimizează numărul soldaților care au luat parte la crimele naziste. Acest lucru s-a întâmplat cu atât mai mult cu cât, în perioada imediat postbelică, publicul german era mai interesat să se vadă pe sine, mai degrabă decât pe alții, ca victime. Astfel, subiectul atrocităților comise de Armata Roșie  împotriva civililor germani în 1944-1945 a beneficiat de un interes popular și istoric mult mai mare în anii 1950 decât subiectul atrocităților comise de Wehrmacht împotriva civililor sovietici în 1941-1944.
Mai mult decât atât, Operațiunea Barbarossa a fost prezentată în Germania ca un „război preventiv” impus Germaniei de atacul sovietic presupus a fi planificat pentru iulie 1941. Această afirmație a fost crezută pe scară largă în Reich în timpul războiului și, într-adevăr, a fost atât de populară încât, încă din anii 1950, unii istorici vest-germani susțineau că Operațiunea Barbarossa a fost un „război preventiv”. Ca urmare a acestei viziuni asupra Operațiunii Barbarossa, pentru mulți germani, violența exercitată de Wehrmacht asupra civililor și prizonierilor de război sovietici a fost văzută ca un lucru pe care sovieticii și l-au provocat singuri, de unde și absența oricărei vinovății din partea multor germani. Prioritățile Războiului Rece și tabuurile privind reanalizarea celor mai neplăcute aspecte ale celui de-al Doilea Război Mondial au însemnat că rolul Wehrmachtului în crimele de război nu a fost reexaminat serios până la începutul anilor 1980.
În memoriile lor, generalii armatei germane au susținut că războiul a fost un „război curat” din partea lor, armata luptând datorită nobilelor tradiții germano-prusace, patriotismului și unui profund simț al onoarei și datoriei și că național-socialismul nu a avut practic nicio influență asupra armatei. Conform versiunii promovate de generalii germani, aproape toate crimele de război germane erau opera SS și orice „excese” comise de armată erau doar rezultatul unui război lung și dur și nu erau diferite de crimele de război ale Aliaților. Foarte tipice au fost afirmațiile unui comandant de infanterie, care a declarat în memoriile sale că toate bătăliile purtate de oamenii din subordine lui au fost „întotdeauna conduse în mod corect, deși dure și aprige”. Astfel de afirmații au fost acceptate pe scară largă nu numai în Germania, ci și în străinătate, istoricul militar britanic căpitanul Basil Liddell Hart scriind că „armata germană de pe teren a respectat, în ansamblu, regulile de război mai bine decât în 1914-1918”.
La 11 decembrie 1979, emisiunea de televiziune din Germania de Vest Report a difuzat un documentar intitulat „Crimele Wehrmachtului în al Doilea Război Mondial”. Reacția publicului a fost aproape covârșitor negativă, veteranii celui de-al Doilea Război Mondial conducând o campanie de concediere a producătorului Report pentru „defăimarea” soldaților germani. Aceasta în ciuda faptului - după cum avea să scrie istoricul german Jürgen Förster⁠(d) în 1989 - că producătorii documentarului au făcut tot posibilul să fie corecți și imparțiali.

În 1986, istoricul german Hans Mommsen⁠(d) a scris despre rolul Wehrmachtului în timpul regimului național-socialist:
Conducerea Wehrmachtului s-a făcut, mai degrabă de bunăvoie, complice la politica de exterminare. A făcut acest lucru prin generarea „ordinelor criminale” și punerea lor în aplicare. În niciun caz nu au sprijinit doar pasiv punerea în aplicare a conceptului lor, deși a existat o anumită reticență din motive de disciplină militară și câteva proteste izolate. Construirea unei „legătruri ascunse cauzale” peste toate acestea echivalează, de fapt, cu îndepărtarea de responsabilitatea decisivă a conducerii militare și a elitelor birocratice.
Istoricul britanic Ian Kershaw a scris că genocidul și brutalitatea extremă folosite de naziști au fost modul lor asigurarea spațiului vital (Lebensraum) pentru persoanele care îndeplineau cerințele stricte de a face parte din [Rasa superioară|rasa superioară (Herrenvolk)] ariană a lui Hitler și eliminarea popoarelor slave:
 Revoluția nazistă a fost mai amplă decât Holocaustul. Al doilea său obiectiv a fost eliminarea slavilor din Europa Centrală și de Est și crearea unui Lebensraum pentru arieni. ... După cum arată Bartov (The Eastern Front; Hitler's Army), a barbarizat armatele germane de pe Frontul de Răsărit. Majoritatea celor trei milioane de oameni ai acestora, de la generali la soldați obișnuiți, au contribuit la exterminarea soldaților și civililor slavi capturați. A fost vorba uneori de uciderea rece și deliberată a unor indivizi (ca în cazul evreilor), alteori de brutalitate generalizată și neglijență. ... Scrisorile și memoriile soldaților germani dezvăluie raționamentul lor teribil: Slavii erau hoarda «asiatică-bolșevică», o rasă inferioară, dar amenințătoare.
În 1989, istoricul britanic Richard J. Evans⁠(d) a scris că, încă de la începutul războiului împotriva Uniunii Sovietice, Wehrmachtul a dus un război genocidal de „brutalitate și barbarie extreme”. Evans a observat că ofițerii Wehrmachtului îi considerau pe ruși „suboameni”, le spuneau trupelor, încă de la invazia Poloniei din 1939, că războiul era cauzat de „paraziții evrei” și le explicau trupelor că războiul împotriva Uniunii Sovietice era un război pentru a nimici ceea ce erau numiți „suboamenii iudeo-bolșevici”, „hoardele mongole”, „potopul asiatic” și „bestiile roșii”.
Astfel de opinii au contribuit la explicarea faptului că 3.300.000 din cei 5.700.000 de prizonieri de război sovietici luați de germani au murit în captivitate. În 1992, Omer Bartov⁠(d) a observat că cei trei lideri ai „noului revizionism” în istoria Germaniei, care a declanșat Disputa istorică (Historikerstreit)⁠(d) de la sfârșitul anilor 1980, încercau într-un fel să promoveze imaginea Wehrmachtului ca forță a binelui și să prezinte Wehrmachtul ca victimă a Aliaților, mai degrabă ca agrespr al popoarelor Europei, scriind despre „inversarea bizară a rolurilor Wehrmachtului propusă de toți cei trei exponenți ai noului revizionism, prin care, în mod deschis sau implicit, armata este transformată din vinovat în salvator, din obiect al urii și fricii în obiect al empatiei și compasiunii, din agresor în victimă”. În special, Bartov a remarcat că: 
- Interpretarea geografică a istoriei germane de către Michael Stürmer⁠(d) a însemnat că „misiunea” Germaniei în Europa Centrală a fost de a servi drept bastion împotriva amenințării slave din est în ambele războaie mondiale[182].
- Argumentul lui Ernst Nolte⁠(d) cu privire la o „legătură cauzală” cu genocidul național-socialist ca răspuns logic, deși extrem, la ororile comunismului a condus la prezentarea crimelor Wehrmachtului în Uniunea Sovietică ca fiind justificate în esență[182]. Acest lucru s-a întâmplat cu atât mai mult cu cât Nolte a insistat asupra faptului că Operațiunea Barbarossa a fost, așa cum susținea Adolf Hitler, un „război preventiv”, ceea ce a însemnat că, pentru Nolte, crimele de război ale Wehrmachtului au fost prezentate ca un răspuns defensiv la amenințarea pe care o reprezentau pentru Germania „hoardele asiatice”[182].
- Apelul lui Andreas Hillgruber⁠(d) ca istoricii să de „identifice” și să „empatizeze” cu trupele germane care au luptat pe Frontul de Răsărit în 1944-1945 a devalorizat implicit viețile celor care au suferit și au murit în Holocaust, care a putut continua în parte pentru că trupele germane au rezistat atât de mult[182],

Bartov a scris că toți cei trei istorici au încercat, în diferite moduri, să justifice și să scuze crimele de război ale Wehrmachtului, descriind Wehrmachtul ca fiind angajat într-o luptă eroică pentru apărarea civilizației occidentale, folosind adesea același limbaj ca naziștii, cum ar fi referirea la Armata Roșie ca fiind „hoardele asiatice”. Bartov a concluzionat că aceste tipuri de argumente reflectă o reticență mai largă din partea unor germani de recunoaștere a ceea ce a făcut armata lor în timpul războiului. În 1998, istoricul Jürgen Förster⁠(d) a scris că prea mult timp majoritatea oamenilor au acceptat la valoarea nominală afirmațiile interesate făcute de generali precum Erich von Manstein și Siegfried Westphal⁠(d), ale căror memorii au promovat mitul Wehrmachtului curat, ideea că Wehrmachtul a fost o forță apolitică, extrem de profesionistă, iar generalii săi au fost victime ale lui Adolf Hitler mai degrabă decât adepții săi.
În realitate, Wehrmachtul a jucat un rol-cheie în Holocaustul din Europa de Răsărit și în alte crime de război. Afirmațiile promovate după război, conform cărora Wehrmachtul ar fi fost un „scut imaculat”, armata fiind cumva separată de regimul pe care l-a servit cu atâta loialitate, erau un mit pe care niciun istoric serios nu l-a luat în serios începând cu anii 1980.
În 2019, istoricul David W. Wildermuth a observat că, deși mitul „Wehrmachtului curat” a fost în mare parte înlăturat în rândul istoricilor, acesta continuă să fie urmat de publicul larg. El a sugerat că un motiv pentru aceasta este faptul că au fost publicate puține studii de caz care să identifice unități specifice care au fost implicate în crime de război.

### Reprezentarea în filme artistice
În eseul său din 2004 „Celluloid Soldiers” despre filmele germane postbelice, istoricul israelian Omer Bartov⁠(d) a scris că filmele germane din anii 1950 îl arătau pe soldatul german mediu ca pe o victimă eroică: nobil, dur, curajos, onorabil și patriot, în timp ce lupta din greu într-un război fără sens pentru un regim care nu-i plăcea. Trilogia de filme 08/15 din 1954-1655 îl are ca erou pe tânărul soldat german plin de sensibilitate pe nume Asch. Nu se face nicio referire la aspectele genocidale ale războiului german din Est, soldații germani fiind prezentați ca victime ale unui război ale cărui motive nu le pot înțelege. Bartov a comentat că, având în vedere îndoctrinarea intensă din Wehrmacht cu privire la modul în care războiul împotriva Uniunii Sovietice a fost un război pentru de distrugere a „iudeo-bolșevismului”, Asch ar fi știut cu siguranță pentru ce luptau.
Războiul de pe Frontul de Răsărit a fost descris într-o manieră care sugera că toți cei care au luptat în război au fost victime în egală măsură, dar din moment ce accentul în filmele 08/15 este pus pe unitatea comandată de Asch, inevitabil se creează impresia că soldații germani au fost principalele victime ale războiului. Termenul „08/15” (în germană „Null-Acht/Fünfzehn”) se referă la mitraliera standard a armatei germane, „08/15” (sau MG 08 model 15), de departe cea mai răspândită mitralieră germană folosită în Primul Război Mondial. A fost fabricată în cantități atât de mari, încât a devenit în argoul armatei germane termenul pentru tot ceea ce era standard, ceea ce însemna că Asch și soldații de sub comanda sa erau personaje care se identificau cu fiecare om în parte care a luat parte la luptele de pe Frontul de Răsărit. În filmul Der Arzt von Stalingrad (Doctorul de la Stalingrad) din 1958, care tratează subiectul prizonierilor de război germani din Uniunea Sovietică, germanii sunt prezentați ca fiind mai civilizați, mai umani și mai inteligenți decât sovieticii, care sunt descriși în cea mai mare parte ca fiind niște sălbatici mongoli, care brutalizau prizonierii germani.
Bartov a scris că portretizarea gărzilor sovietice ca fiind în mare parte asiatice prezintă afinități tulburătoare cu propaganda nazistă din timpul războiului, unde Armata Roșie era adesea descrisă ca „hoarda asiatică”. O temă recurentă în „Der Arzt von Stalingrad” a fost că soldații germani au fost pedepsiți pentru crime pe care nu le-au comis. În filmul din 1959 Hunde, wolt ihr ewig leben? (Câini, vreți să trăiți veșnic?), care tratează Bătălia de la Stalingrad, accentul se pune pe celebrarea eroismului soldaților germani din acea bătălie, care sunt prezentați ca rezistând vitejește în fața unor șanse potrivnice copleșitoare, fără ca să se menționeze deloc pentru ce luptau acei soldați, și anume ideologia național-socialistă sau Holocaustul. Bartov a observat că impresia clară pe care o dau aceste filme este că soldatul german obișbuit care a luptat pe Frontul de Răsărit a fost un erou demn de cea mai mare admirație.
În această perioadă au apărut și o serie de filme care descriau rezistența militară față de Hitler. În Des Teufels General (Generalul Diavolului) din 1954, Bartov a comentat că, în acest film, corpul de ofițeri germani este prezentat ca un grup de oameni fundamental nobili și onorabili, care s-au întâmplat să servească un regim malefic format dintr-o mică bandă de gangsteri inadaptați, total nereprezentativi pentru societatea germană, ceea ce a servit la disculparea atât a corpului de ofițeri, cât și, prin extensie, a societății germane.
Bartov a scris, de asemenea, că regizorilor germani le plăcea să arate ultima rezistență eroică a  Armatei a 6-a la Stalingrad, dar niciunul nu a arătat până acum cooperarea extinsă a Armatei a 6-a cu Einsatzgruppen în uciderea evreilor sovietici în 1941 în timpul marșului său prin Ucraina. De asemenea, Bartov a comentat că filmele germane aveau tendința să insiste asupra suferinței Armatei a 6-a în timpul bătăliei de la Stalingrad și a consecințelor acesteia, fără a reflecta asupra faptului că germanii au fost cei care au invadat Uniunea Sovietică și că sovieticii luptau pentru a-și apăra țara.
Doar cu Jenseits des Krieges (Dincolo de război) din 1996, un documentar regizat de Ruth Beckermann⁠(d) care tratează reacția publicului la expoziția „Războiul exterminării” din Viena din 1995, un film german a admis că crimele de război ale Wehrmachtului sunt ceva obișnuit și nu o excepție de la regulă. Unii veterani din intervievați în Jenseits des Krieges au negat că armata germană a comis crime de război, în timp ce alții și-au exprimat ușurarea că, în sfârșit, adevărul a fost spus. Un critic a scris despre veterani din Jenseits des Krieges că „unora le pare rău pentru brutalitatea lor, în timp ce alții justifică aceste acte precum împușcarea prizonierilor de război, violarea femeilor și măcelărirea evreilor ca făcând parte din ceea ce se așteptau să facă soldații”.

### Wehrmachtsausstellung
Wehrmachtsausstellung⁠(d) (Expoziția Wehrmacht) a fost numele a două expoziții axate pe crimele de război ale Wehrmachtului comise pe Frontul de Răsărit între 1941 și 1944. Acestea au avut loc între 1995 și 1999 în forma originală și între 2001 și 2004 într-o formă revizuită. Expozițiile au fost organizate de Hannes Heer⁠(d) și au călătorit în peste 33 de orașe germane și austriece. Acestea au avut un rol important în distrugerea  Mitulul Wehrmachtului curat.

### ExpozițiaWehrmachtuluiîn Polonia anului 1939
Wehrmachtsausstellung a acoperit doar prezența germană în Uniunea Sovietică între 1941 și 1945 și a exclus ocupația germană a Poloniei după septembrie 1939. Expoziția poloneză Größte Härte ... Verbrechen der Wehrmacht in Polen September/Oktober 1939 (Cele mai mari greutăți ... Crimele Wehrmachtului în Polonia septembrie/octombrie 1939), a fost un efort de cooperare între Institutul Polonez de Memorie Națională și Institutul German de Istorie din Varșovia a fost prezentată la 1 septembrie 2004, în Polonia. O versiune germană a fost prezentată în 2005. Expoziția a fost programată să fie prezentată în Nürnberg la Centrul de documentare al Terenurilor de întrunire ale Partidului Nazist de la 1 septembrie 2007 până la începutul anului 2008.

## Analizarea fotografiilor și scrisorilor
Atitudinea soldaților germani față de atrocitățile comise împotriva evreilor și polonezilor în cel de-al Doilea Război Mondial a fost, de asemenea, studiată după război pe baza fotografiilor și a corespondenței rămase. Fotografiile reprezintă o sursă valoroasă de cunoștințe. Realizarea lor și a albumelor despre persecutatrea evreilor era un obicei popular printre soldații germani. Aceste fotografii nu sunt propagandă oficială a statului german, ci reprezintă experiențe personale. Atitudinea generală a lor este antisemită.
Soldații germani, precum și membri ai poliției, au fotografiat execuțiile, deportările, umilințele și abuzurile la care erau supuși evreii. Potrivit cercetătorilor, fotografiile indică acordul fotografilor față de abuzurile și crimele comise. „Acest avord este rezultatul mai multor factori, inclusiv ideologia antisemită și îndoctrinarea prelungită și intensivă”. Dovezile arhivistice cu privire la reacția la politicile de exterminare rasială pot fi urmărite și în diverse scrisori care au supraviețuit războiului. Multe dintre aceste scrisori ale soldaților din Wehrmacht care au fost arhivate reflectă adesea îndoctrinarea intensivă la care au fost supuși militarii. Următorul citat este dintr-o scrisoare trimisă de un subofițer din Wehrmacht, care a scris acasă de pe frontul rusesc în 1941:
Poporul german îi este profund îndatorat Führerului, deoarece dacă aceste animale, dușmanii noștri de aici, ar fi ajuns în Germania, s-ar fi produs crime de o natură nemaiîntâlnită până acum în lume ... Niciun ziar nu poate descrie ceea ce am văzut. Este la limita incredibilului, și nici măcar Evul Mediu nu se compară cu ceea ce s-a întâmplat aici. Citirea ziarului Der Stuermer și observarea fotografiilor sale oferă doar o impresie limitată a ceea ce am văzut aici și a crimelor comise aici de evrei.
Judith Levin și Daniel Uziel⁠(d) afirmă că acest tip de exprimare și opinie era foarte frecvent în corespondența lăsată de soldații germani, în special pe Frontul de Răsărit. Alte mostre de scrisori ale soldaților germani au fost trimise acasă și copiate în timpul războiului de către o celulă specială a Armatei teritoriale poloneză care s-a infiltrat în sistemul poștal german. Aceste scrisori au fost analizate de istorici, iar imaginea pe care o descriu este similară cu opiniile exprimate de Levin și Uziel. Mulți soldați scriau deschis despre exterminarea evreilor și erau mândri de acest lucru. Sprijinul pentru conceptele de „suboameni” și „rasă superioară” făceau, de asemenea, parte din atitudinea exprimată de soldații germani. Exemplele prezentate care reflectă această tendință includ mostre precum:
 Sunt unul dintre cei care reduc [numărul] de partizani. Îi pun la zid și fiecare primește un glonț în cap, [o] muncă foarte veselă și interesantă.

...Punctul meu de vedere: acest popor merită doar cnutul, doar prin el poate fi educat; o parte dintre ei au experimentat deja acest lucru; alții încă încearcă să reziste. Ieri am avut [posibilitatea] să văd 40 de partizani, așa ceva nu am mai întâlnit până acum. M-am convins că noi suntem stăpânii, ceilalți sunt suboamenii.
Există mult mai multe dovezi ale acestor tendințe și concepții în rândul soldaților Wehrmacht, care fac obiectul cercetărilor istoricilor.
Istoricii responsabili pentru expoziție presupun că climatul și propaganda antisemită din Germania nazistă au avut un impact imens asupra întregii populații și subliniază importanța îndoctrinării.